# Kapuściska

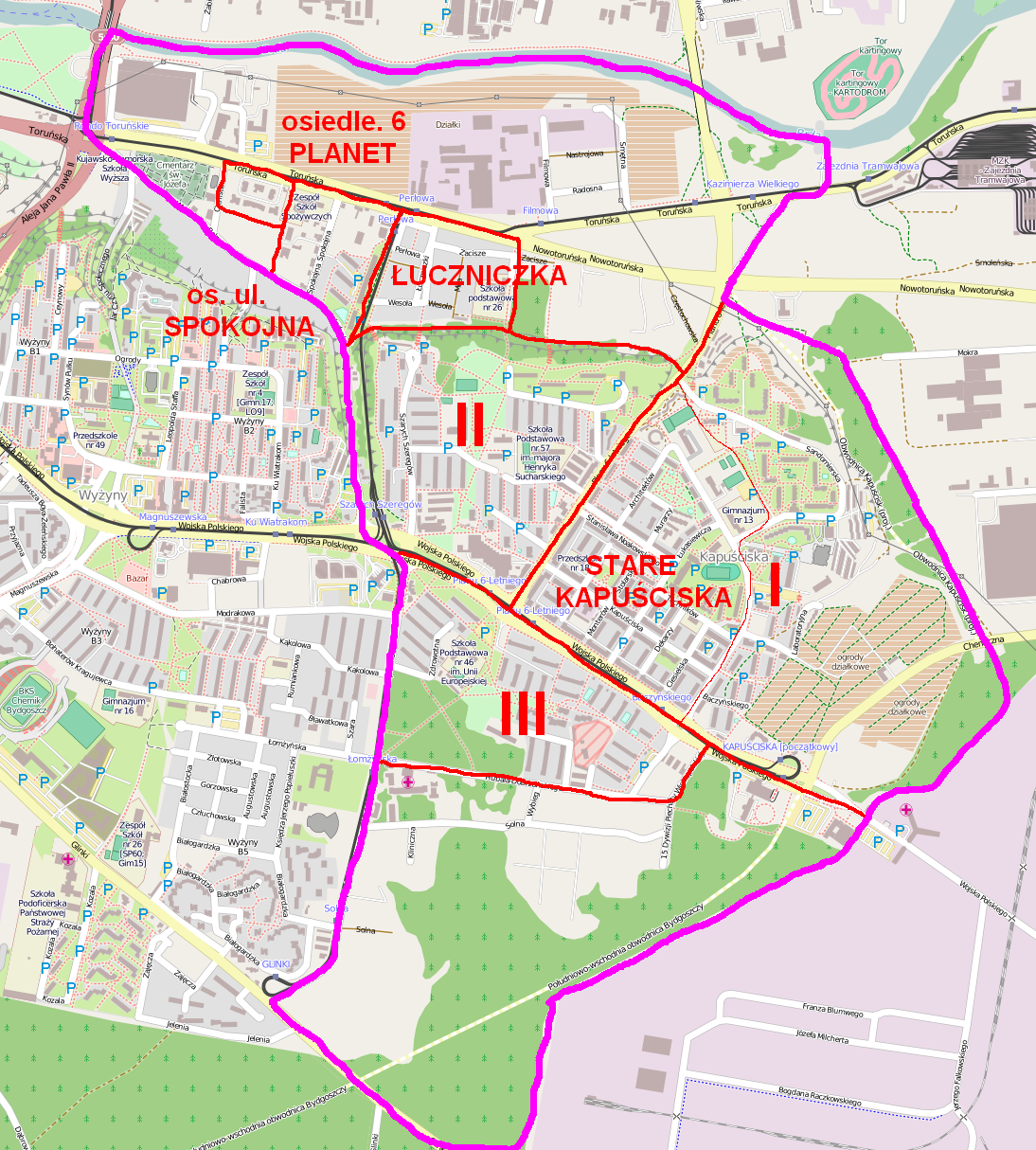
Mapa osiedla w podziale na sektory

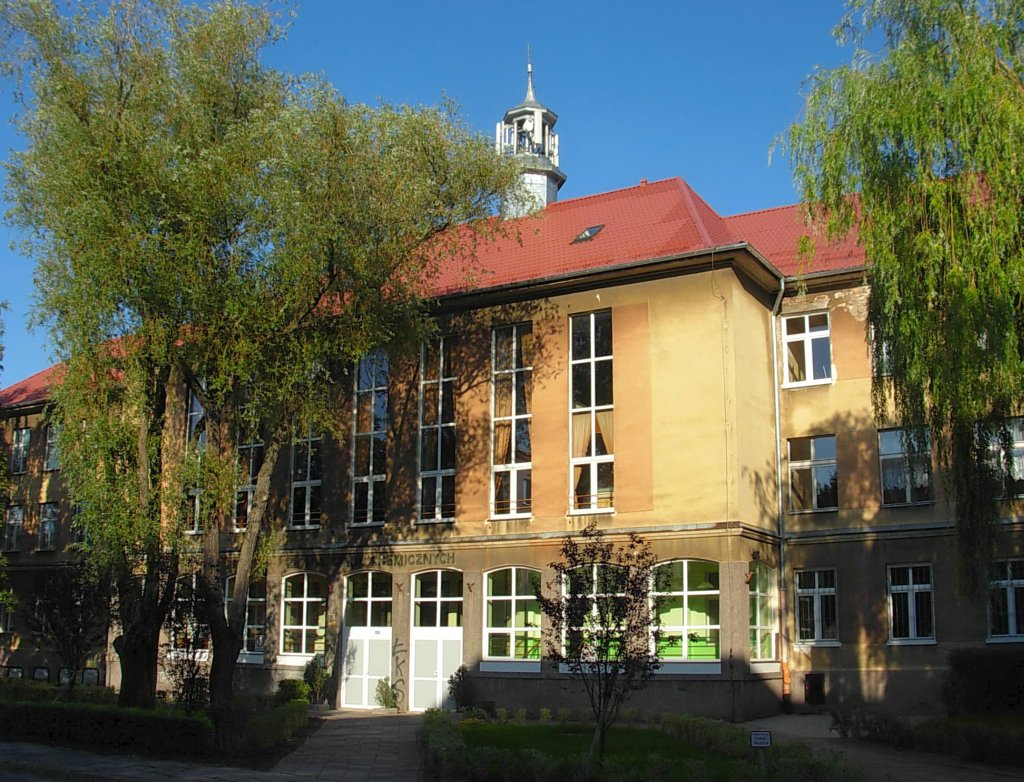
Zespół Szkół Chemicznych przy ul. Łukasiewicza

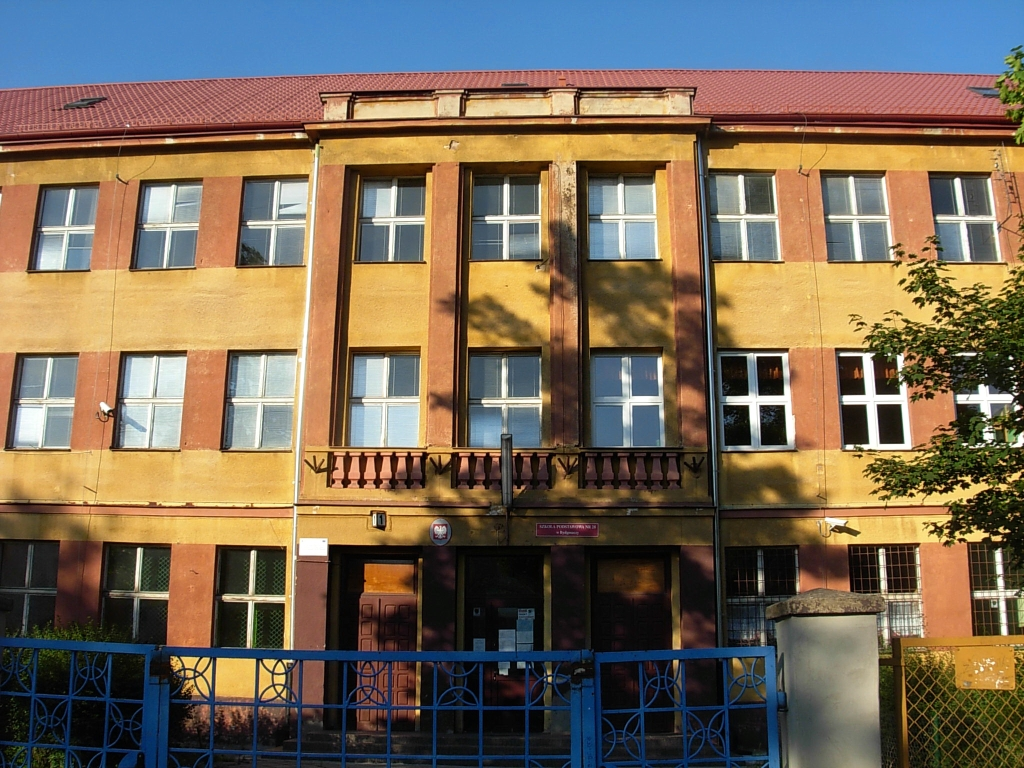
Szkoła podstawowa na tzw. Starych Kapuściskach

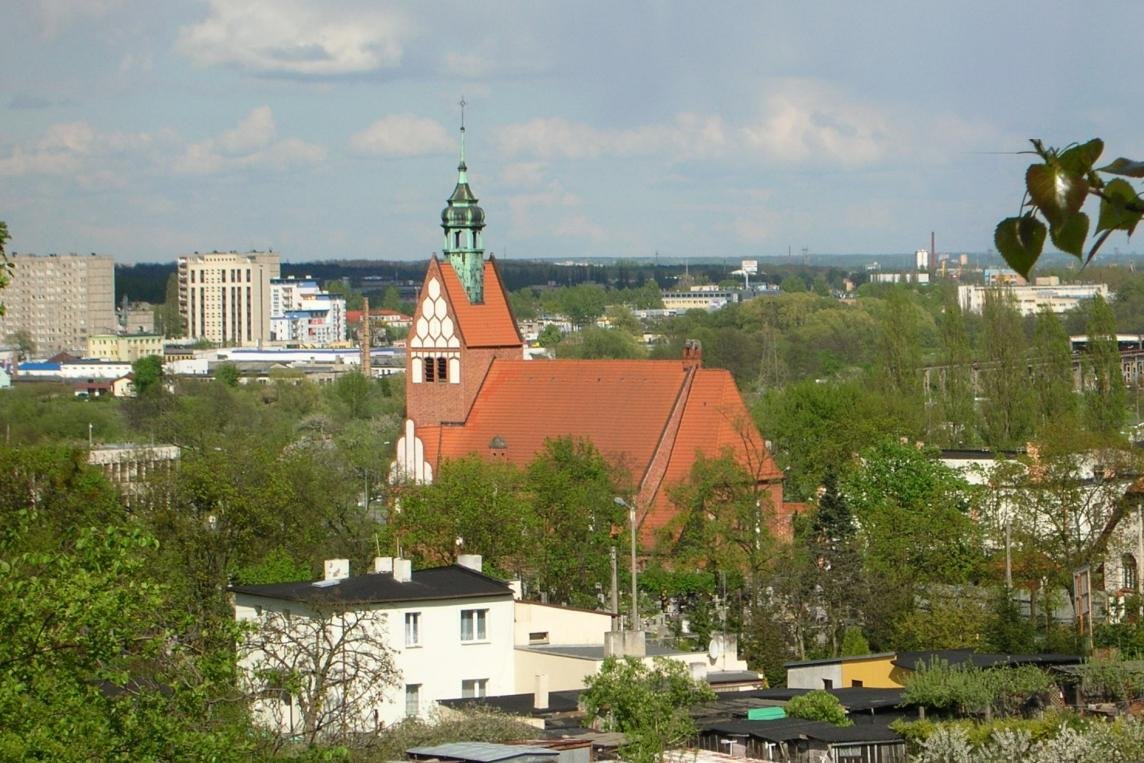
Kościół św. Józefa (1906)

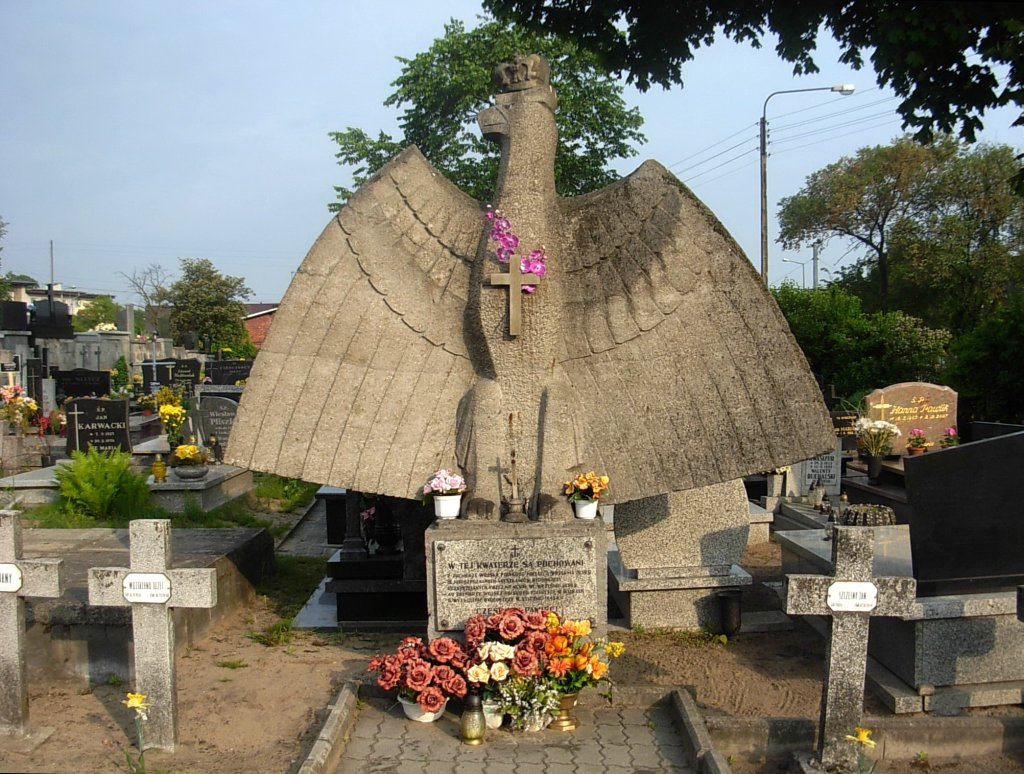
Kwatera żołnierska na cmentarzu św. Józefa

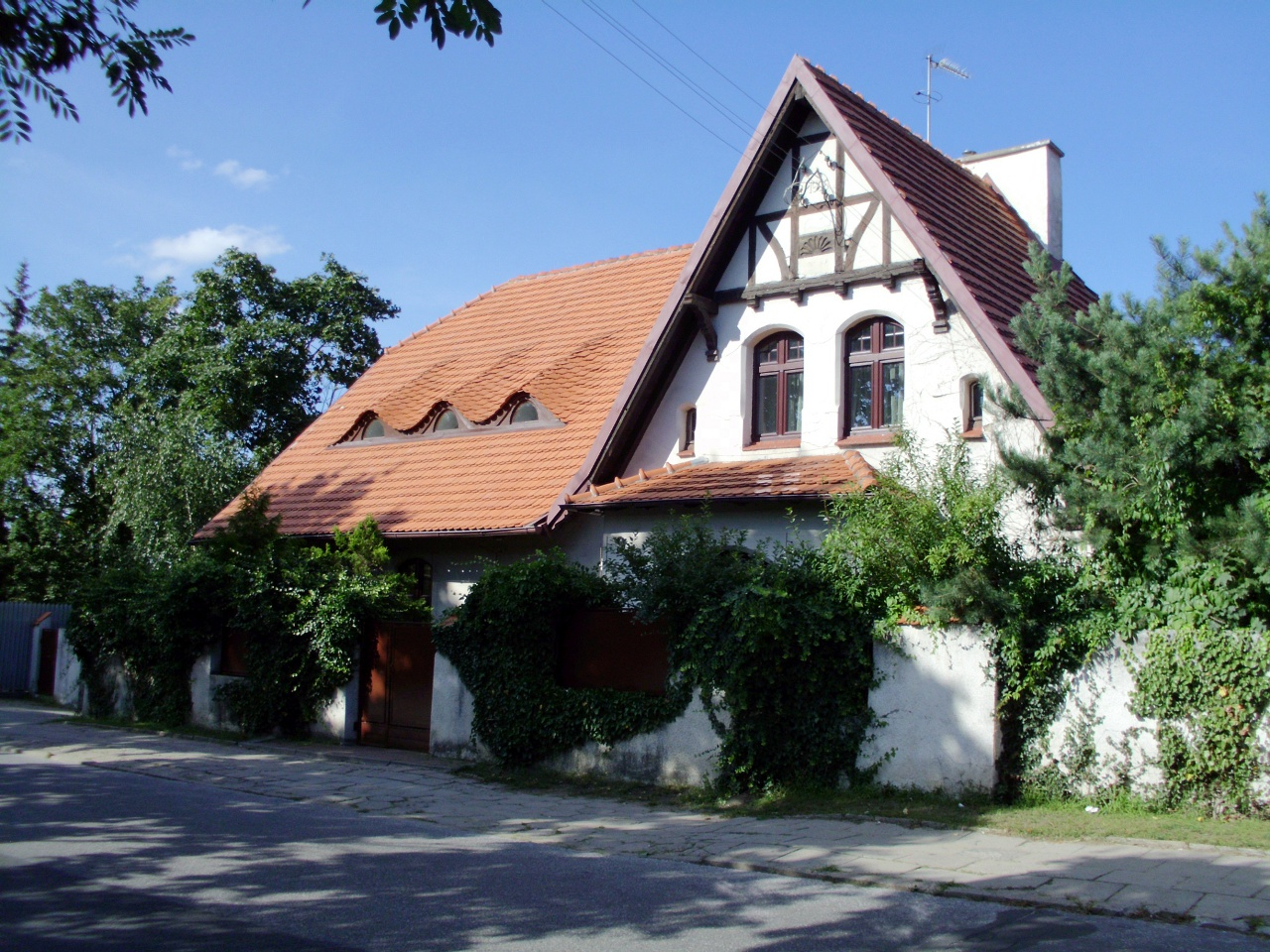
Dawna ochronka dla dzieci przy ul. Władysława Bełzy (1906)

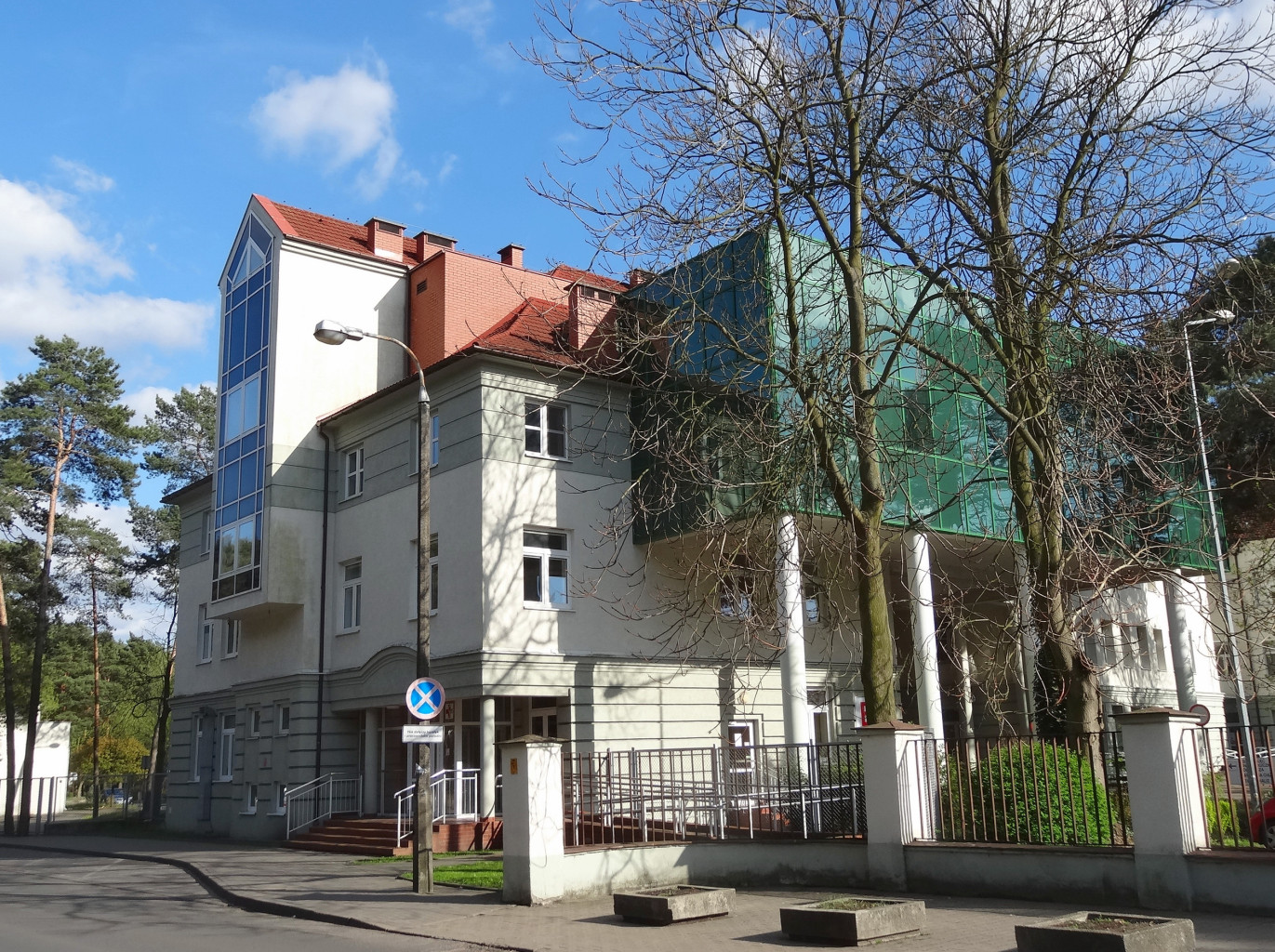
Wielospecjalistyczny Szpital Miejski im. Emila Warmińskiego w Bydgoszczy

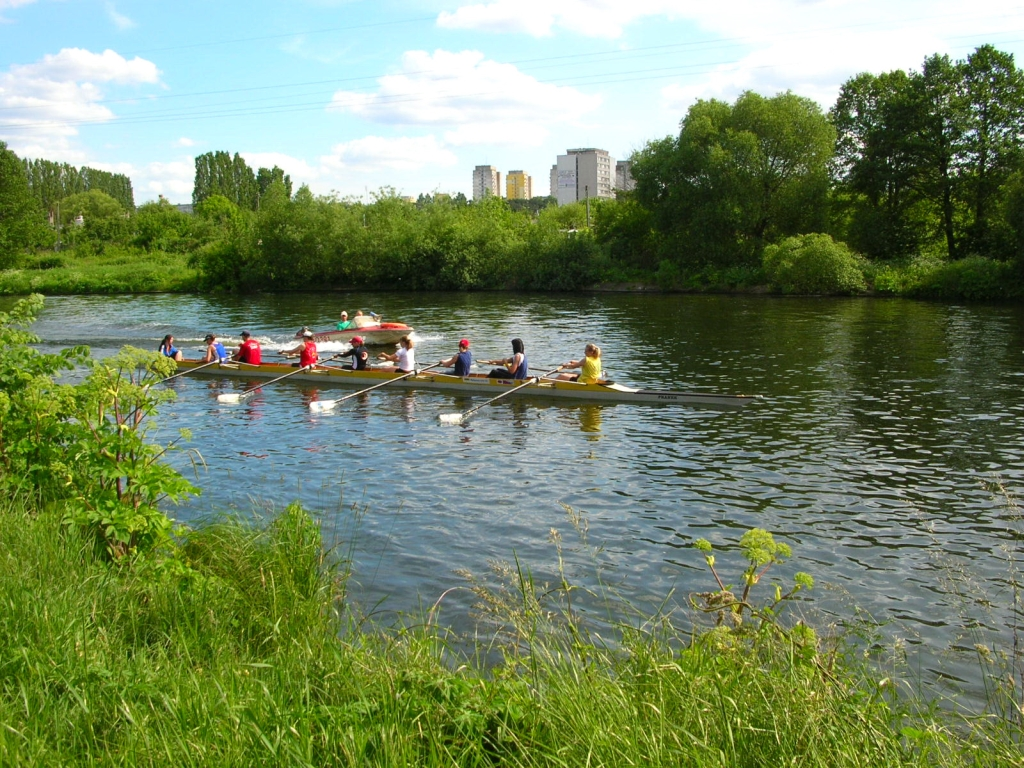
Brda na Kapuściskach

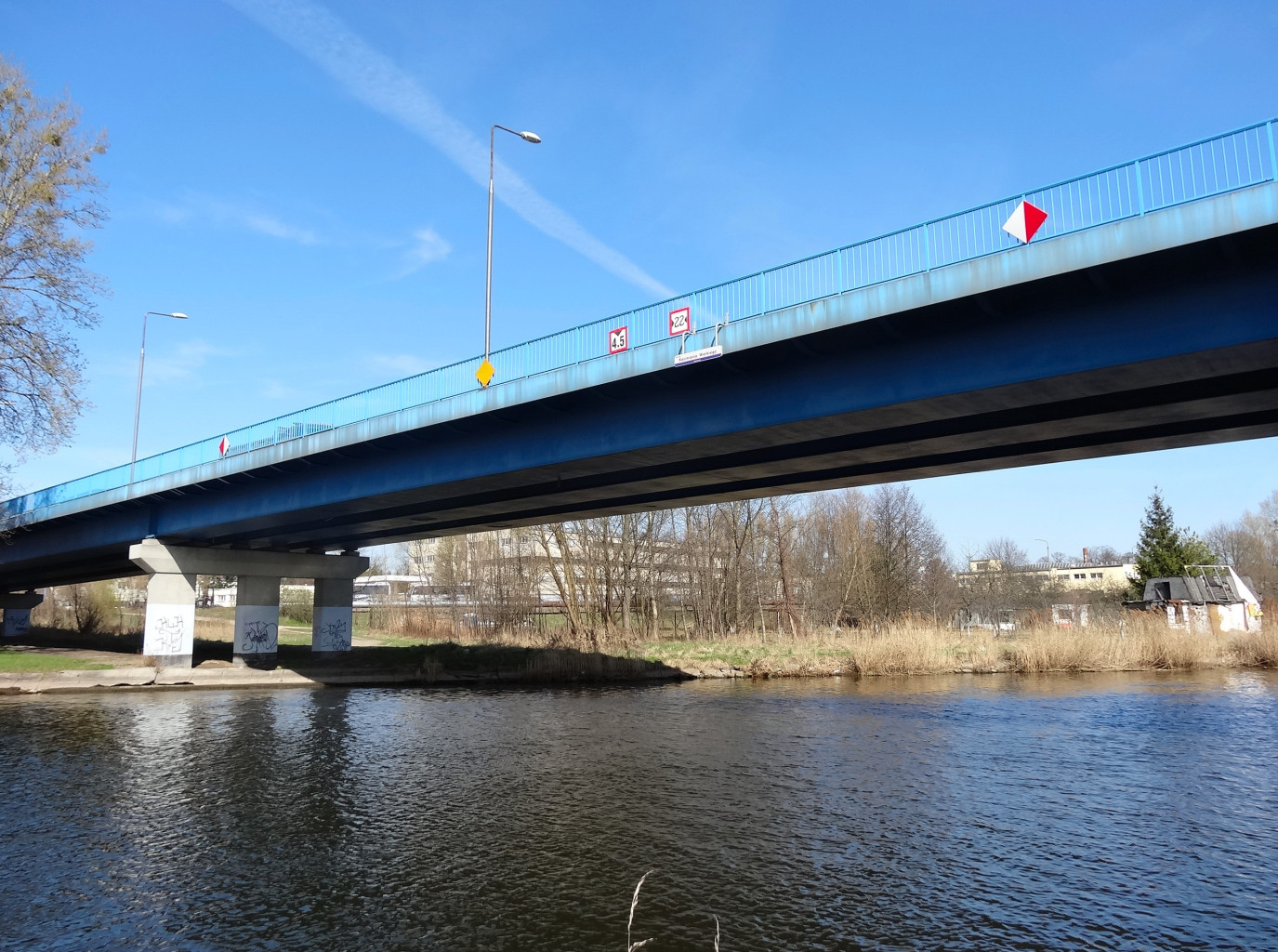
Most Kazimierza Wielkiego

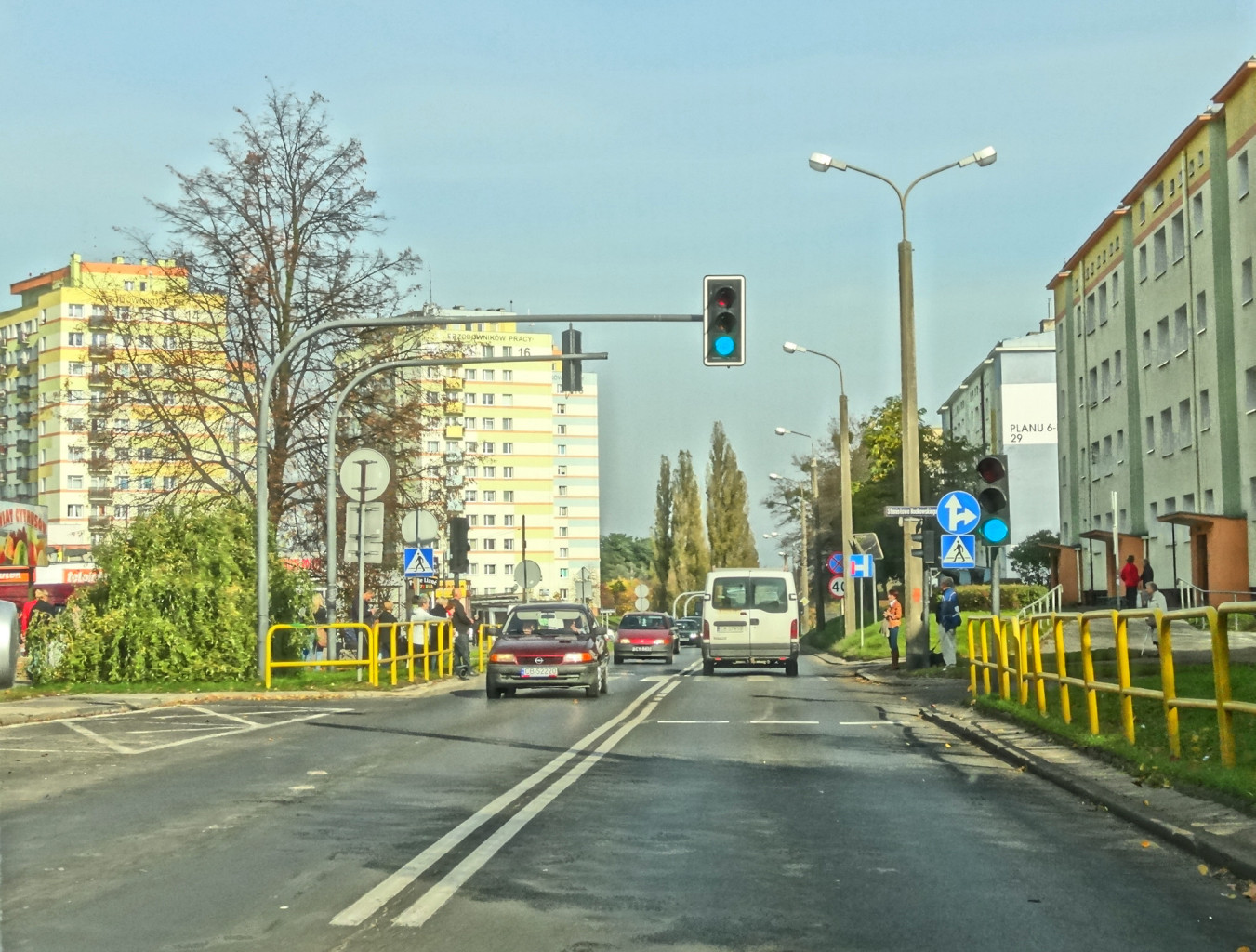
Aleja Prezydenta Lecha Kaczyńskiego (dawniej Aleja Planu Sześcioletniego)

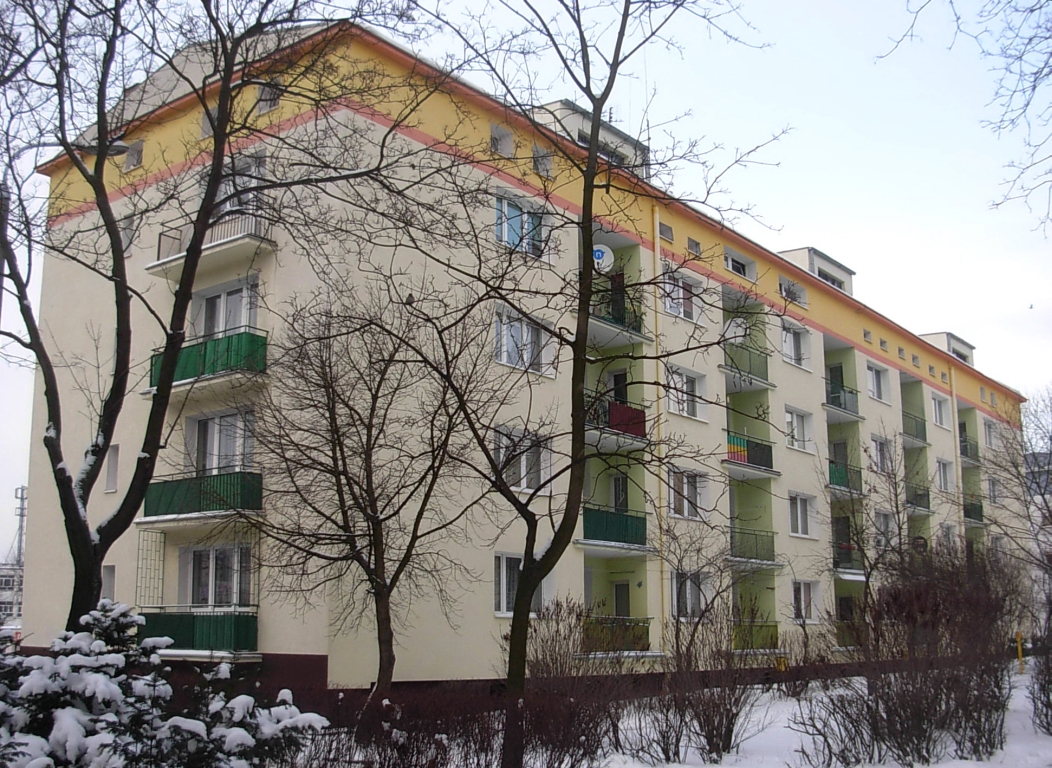
Kapuściska I

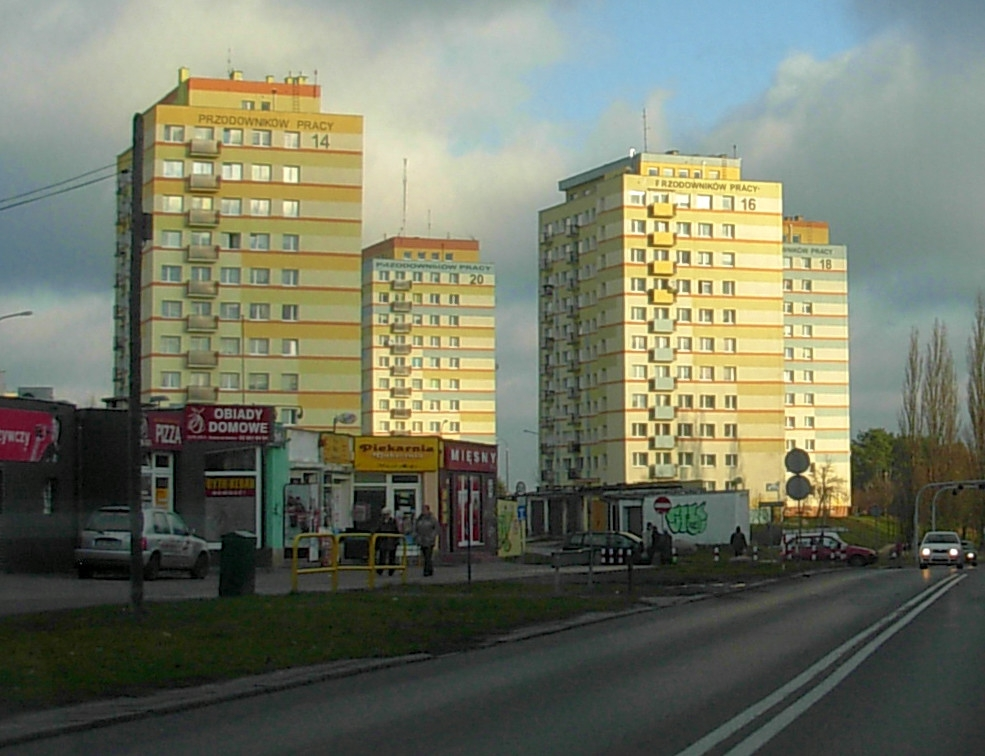
Kapuściska II

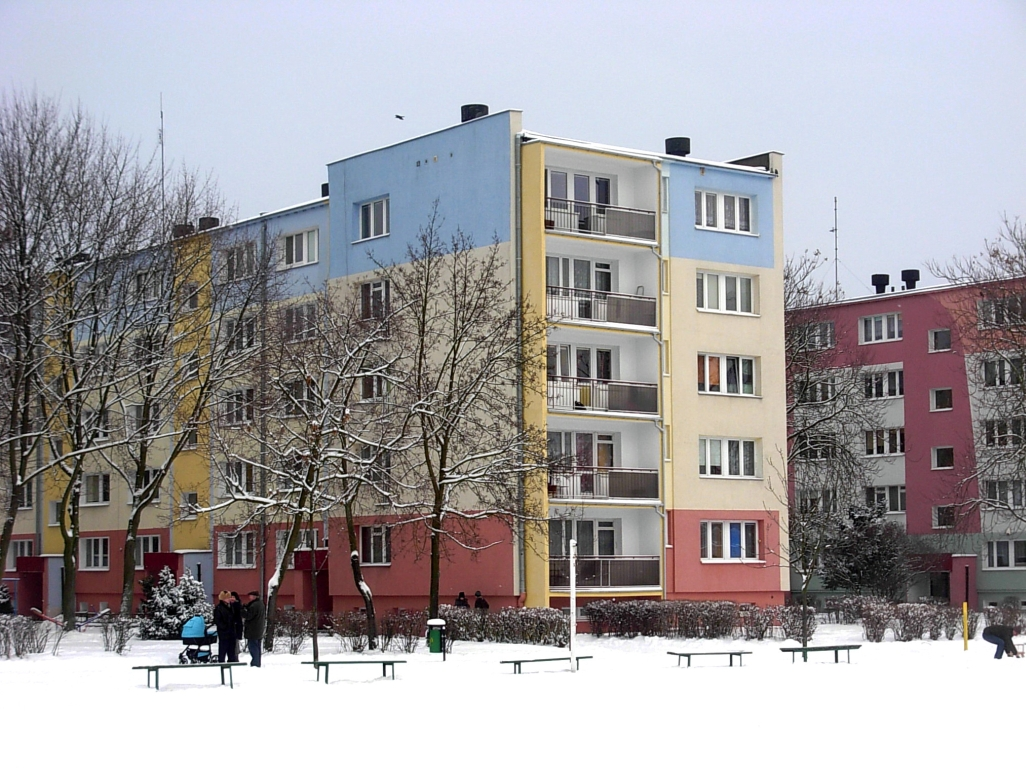
Kapuściska III

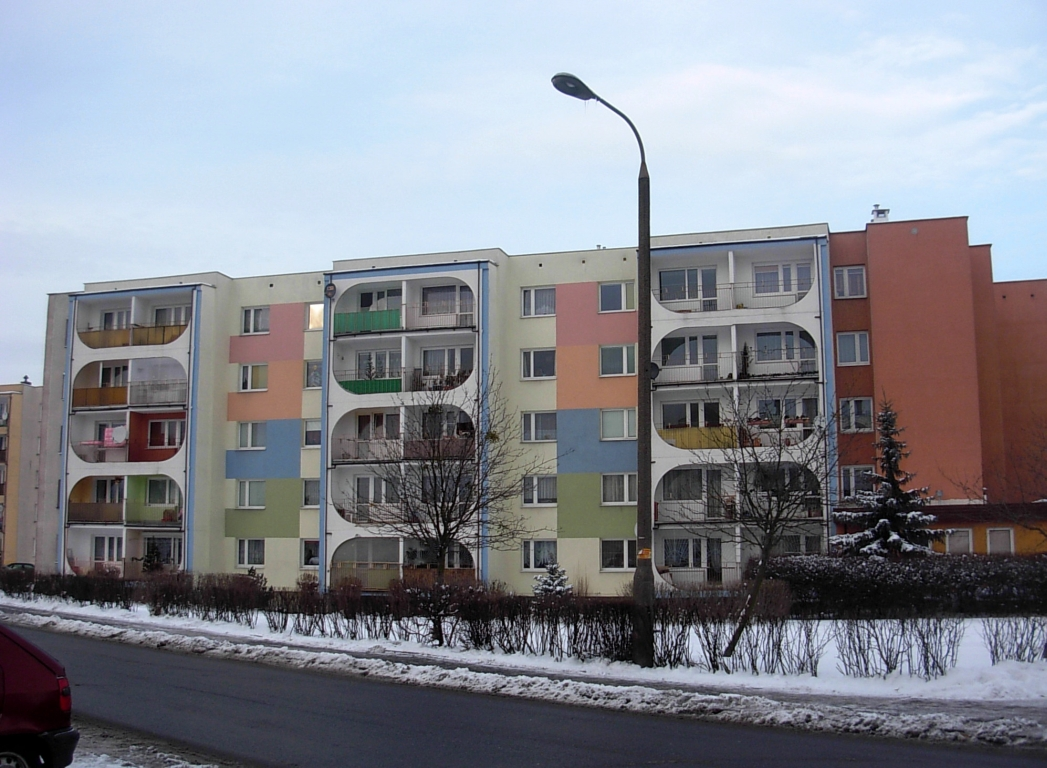
Kapuściska V

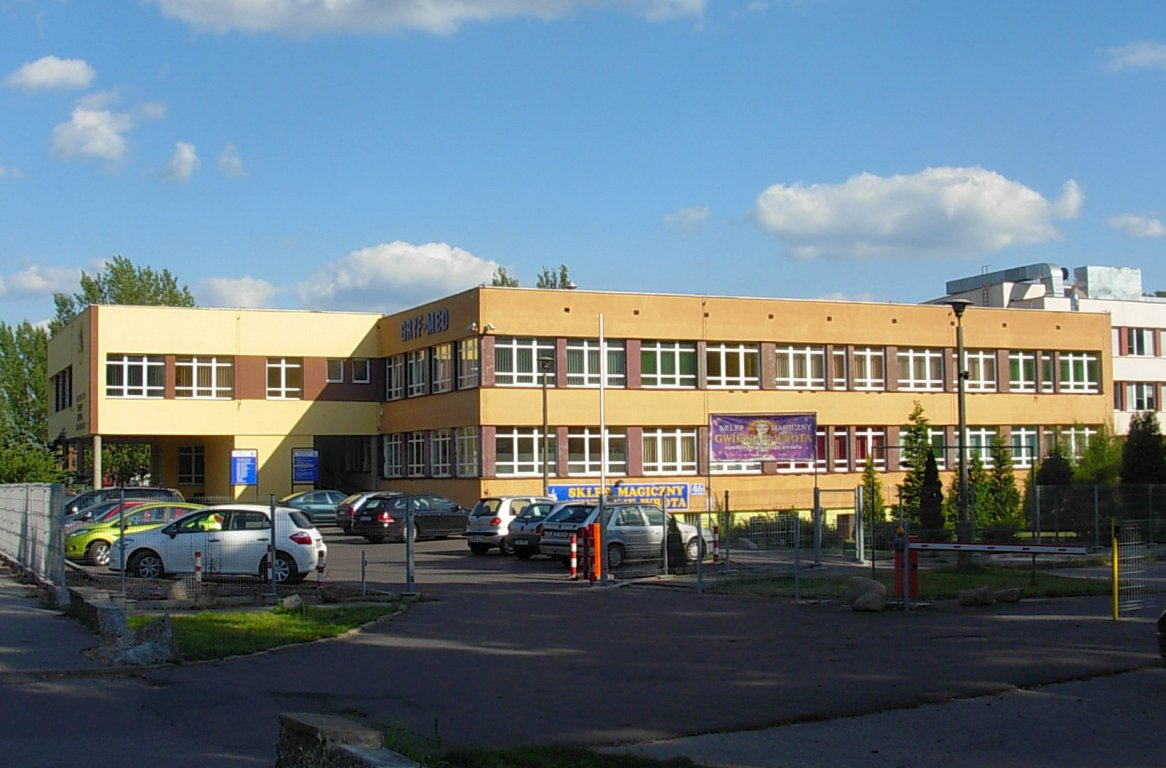
Przychodnia oraz ośrodek zdrowia przy al. Wojska Polskiego

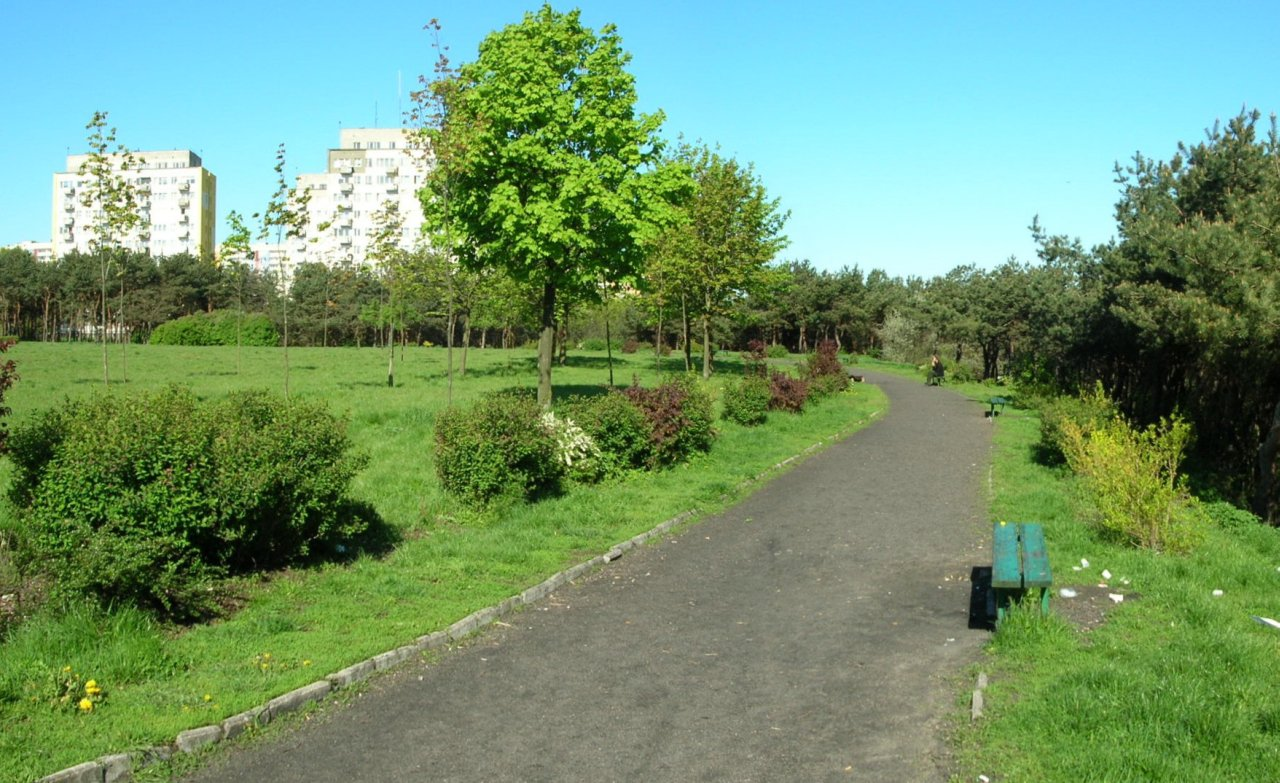
Aleja spacerowa wzdłuż Zbocza Bydgoskiego

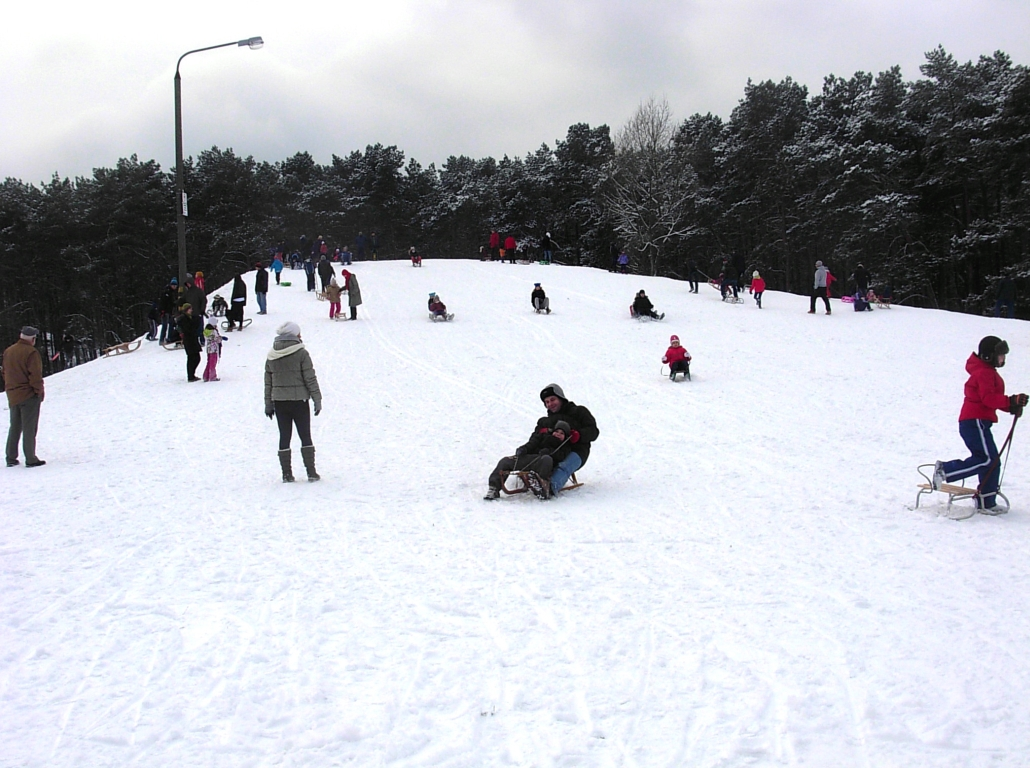
Górka saneczkowa na Kapuściskach

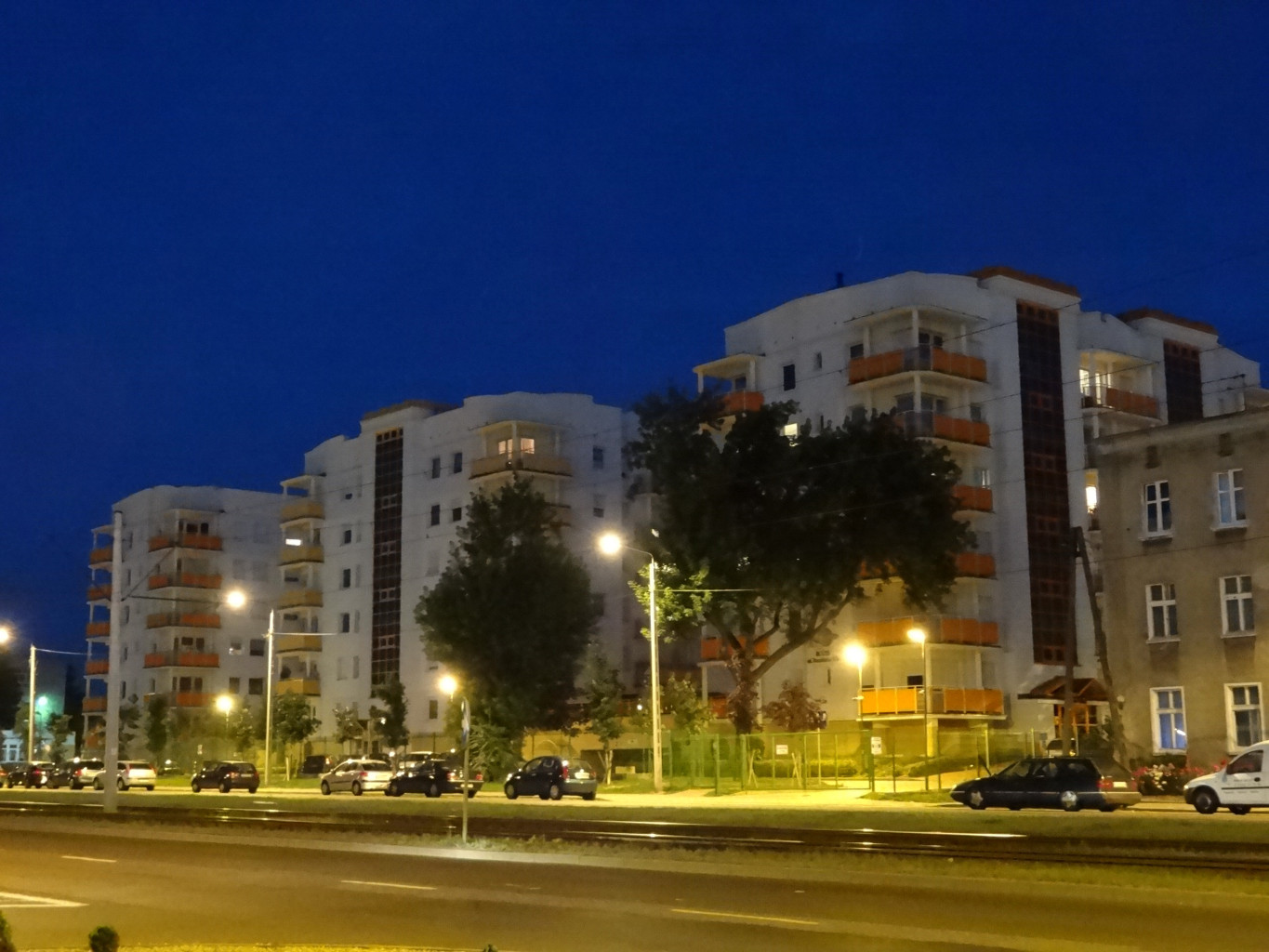
Osiedle Sześciu Planet

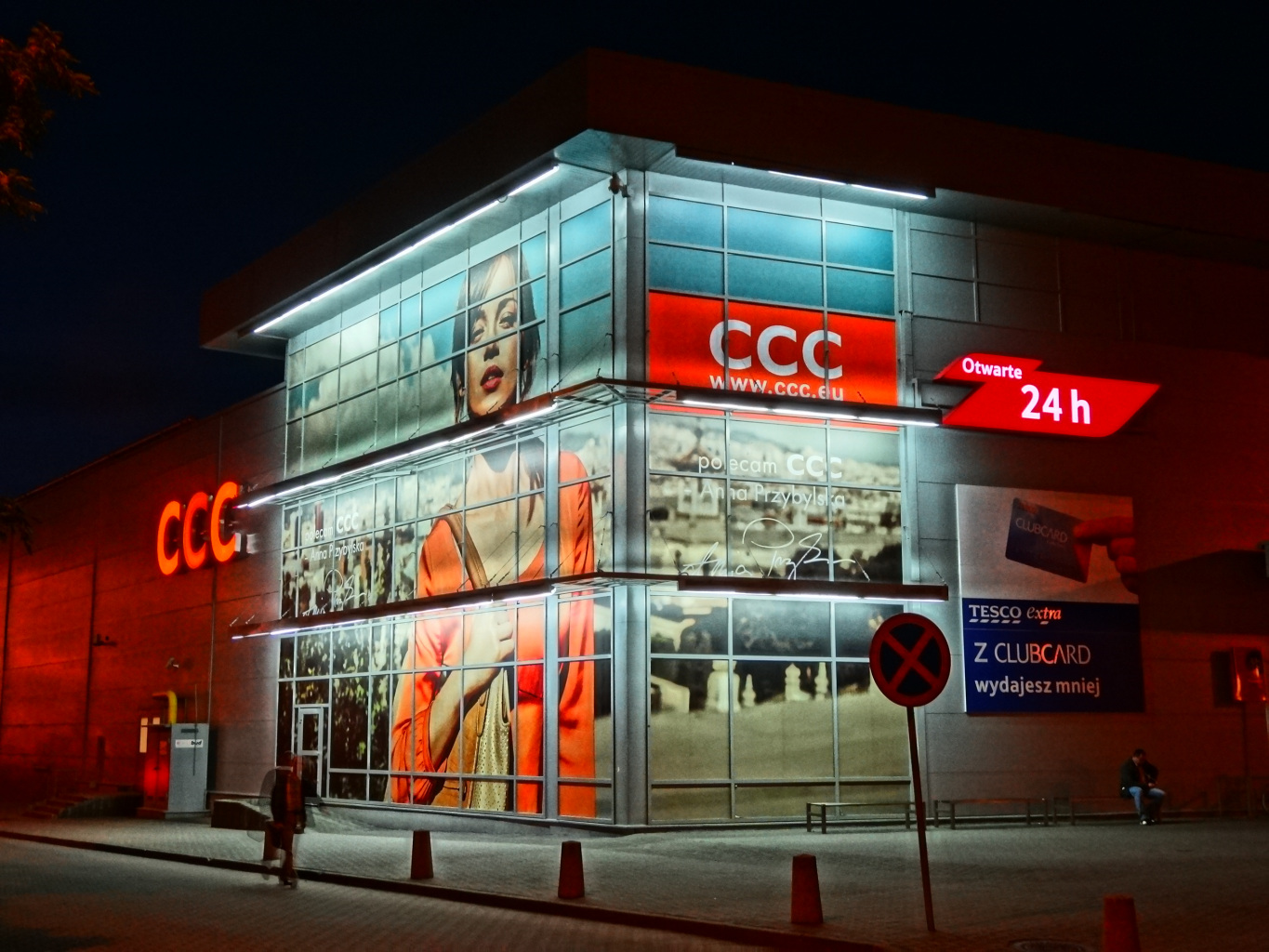
Hipermarket Tesco z galerią handlową

Kapuściska (niem.  Kapuciske – 1789 Schönhagen – 1860; Małe Kapuściska – niem. Hohenholm; Wielkie Kapuściska – niem. Karlsdorf) – jednostka urbanistyczna (osiedle) w Bydgoszczy, położona w jego południowej części, piąta w Bydgoszczy pod względem liczby mieszkańców.

## Położenie
Kapuściska usytuowane są w południowej części miasta i zaliczane do osiedli tzw. Górnego Tarasu Bydgoszczy. Sąsiadują od zachodu z Wyżynami, Babią Wsią i na krótkim odcinku z Glinkami, od wschodu z Zimnymi Wodami i Czerskiem Polskim, od południa z Łęgnowem, zaś od północy z Bartodziejami i Bydgoszcz Wschód.
Pod względem fizyczno-geograficznym osiedle leży w obrębie makroregionu Pradolina Toruńsko-Eberswaldzka, w mezoregionie Kotlina Toruńska i mikroregionach Miasto Bydgoszcz Południowe (terasy wysokie IX i X ok. 67–68 m n.p.m.) i Miasto Bydgoszcz Północne (tarasy niskie I, II i III przylegające do Brdy ok. 33–42 m n.p.m.). Oba poziomy oddziela Zbocze Bydgoskie o wysokości względnej ok. 25 m z systemem dolinek erozyjnych. Wyróżniają się: jar ul. Bełzy, jar al. Prezydenta Lecha Kaczyńskiego oraz zalesiony „wilczy kanion” na wschodnim obrzeżu osiedla, dawnej odwadniany ciekiem wodnym.
Historycznie w skład obecnej jednostki urbanistycznej wchodzi zachodnia część wcielonej w 1920 r. gminy Kapuściska Wielkie (Zimne Wody), jak również północny skrawek gminy Bartodzieje Małe. Południowo-wschodnie obrzeża osiedla pochodzą z wcielonego w 1954 r. obszaru Łęgnowo I.

## Charakterystyka
Osiedle Kapuściska jest jednym z najliczniej zamieszkałych terenów w Bydgoszczy, charakteryzujący się stosunkowo dużym odsetkiem ludności w wieku przedprodukcyjnym (ok 17%).
Zurbanizowana część Kapuścisk podzielona jest na sektory I (Stare Kapuściska), II, III oraz osiedle domów jednorodzinnych Łuczniczka. Dużą część Kapuścisk zajmują osiedla bloków wielorodzinnych wzniesione w latach 1951–1960 (Kapuściska Stare) oraz 1968-1978 (Kapuściska Nowe). Przeważają bloki 5-kondygnacyjne, tylko w pobliżu skarpy górnego tarasu Bydgoszczy pobudowano „punktowce” 11-kondygnacyjne. Zabudowa jednorodzinna rozproszona występuje w dwóch rejonach: wzdłuż ul. Bełzy oraz wzdłuż ul. Toruńskiej. Przy ul. Chemicznej znajduje się kompleks ogrodów działkowych „Kapuściska”, zaś nad Brdą – ogrody działkowe „Kolejarz” i ROD im. Tadeusza Kościuszki.
Osiedla mieszkaniowe Kapuścisk w większości znajdują się na wysokim tarasie pradoliny Wisły. Dolny taras Kapuścisk jest mniej zurbanizowany, znajdują się tam tereny zielone oraz strefy składowo-przemysłowe. Wzdłuż strefy krawędziowej biegnie aleja spacerowa. Na zboczu w latach 50. XX wieku zasadzono bór sosnowy. Na wschodzie osiedla znajduje się jeden z największych w Bydgoszczy wąwozów Skarpy Południowej, na mapach pruskich zwany „wilczym kanionem”, nie wykorzystany dotychczas na arterię drogową. Jeszcze kilkadziesiąt lat temu płynął w nim strumień uchodzący do Brdy. Zbocza dochodzą do 25 m wysokości względnej, a długość jaru wynosi ok. 1,2 km.
W lesie w pobliżu Szpitala Miejskiego oraz przy ul. Solnej znajdują się relikty dawnej zabudowy dla pracowników DAG Fabrik Bromberg, m.in. baraki oraz schrony przeciwlotnicze.
Z planu zagospodarowania przestrzennego miasta wynika, że centralna część jednostki przeznaczona jest na mieszkalnictwo, zaś pod aktywność gospodarczą – tereny nad Brdą oraz w części południowej. Zieleń ochronna i rekreacyjna występuje wzdłuż Brdy, na Zboczu Bydgoskim oraz wzdłuż tzw. „wilczego kanionu”.
Osiedle przecinają drogi powiatowe – ul. Wojska Polskiego, będąca fragmentem arterii średnicowej górnego tarasu Bydgoszczy, al. Prezydenta Lecha Kaczyńskiego, Szpitalna, Toruńska i Nowotoruńska.
Wśród infrastruktury osiedla znajdują się m.in.: pięć przedszkoli, 5 szkół podstawowych, 3 gimnazja, 6 szkół średnich, budynki dydaktyczne Collegium Medicum Uniwersytetu Mikołaja Kopernika, Wielospecjalistyczny Szpital Miejski im. Emila Warmińskiego, Młodzieżowy Dom Kultury nr 1, Osiedlowy Dom Kultury „Odnowa”. Na terenie Kapuścisk znajdują się kościoły parafialne: św. Józefa i Opatrzności Bożej, lecz mieszkańcy osiedla należą do trzech parafii rzymskokatolickich, także do parafii Świętych Polskich Braci Męczenników.
Do przedsięwzięć ujętych w „Planie Rozwoju Bydgoszczy na lata 2009-2014”, a dotyczących Kapuścisk należą m.in.: rozbudowa trasy Łęczycka-Kazimierza Wielkiego wraz z obiektami mostowymi, rozbudowa i termomodernizacja szkół oraz budowa ul. Nowochemicznej. Plany rozwojowe określone na podstawie innych dokumentów strategicznych obejmują m.in. rewaloryzację istniejącej zabudowy mieszkaniowej oraz wzbogacenie jej o funkcje uzupełniające, realizację parkingów kubaturowych, przekształcenie terenów przemysłowych nad Brdą na obszar o funkcji mieszkaniowej, rozwój usług przy al. Prezydenta Lecha Kaczyńskiego i Toruńskiej, rozwój stref rekreacji.

## Granice
Północną granicą osiedla jest Brda, wschodnią – fragment ul. Toruńskiej i al. Prezydenta Lecha Kaczyńskiego, jar wiodący do ul. Chemicznej, a następnie teren leśny do ul. Glinki. Granicą zachodnią jest ul. Szpitalna, ul. Bełzy oraz fragment alei Jana Pawła II. Granice Kapuścisk pokrywają się w dużej części z naturalnymi tworami przyrody: rzeką na północy oraz jarami na wschodzie i zachodzie.

## Nazwa
Nazwa podbydgoskiej osady „Kapuściska” pochodzi jeszcze z czasów staropolskich i związana jest prawdopodobnie z uprawą kapusty. W XIX i pierwszej połowie XX wieku istniały trzy gminy o nazwie Kapuściska, włączone do terytorium miasta Bydgoszczy 1 kwietnia 1920 roku:
- Kapuściska Wielkie (Zimne Wody, 536 ha) – na południe od Brdy, między ul. Bełzy a Kielecką
- Kapuściska Małe (później Bydgoszcz Wschód, 286 ha) – na północ od Brdy, między ul. Łęczycką a Harcerską
- Kapuściska Dolne (Siernieczek, 309 ha) – na północ od Brdy, między ul. Harcerską a torem regatowym

Obecna jednostka urbanistyczna Kapuściska obejmuje jedynie fragment dawnej gminy Kapuściska Wielkie.

## Ludność
W 1970 r. Kapuściska zamieszkiwało 20,5 tys. osób, 20 lat później – 31 tys. Wzrost liczby ludności związany był z urbanizacją terenu, budową nowych osiedli mieszkaniowych. W kolejnych latach liczba mieszkańców spadała: w 1998 r. wynosiła 27,1 tys. osób, w 2007 – 24,5 tys., a w 2012 roku – 24,1 tys. osób

## Rekreacja
Na terenie Kapuścisk znajduje się 11,4 ha terenów zieleni urządzonej i 64 ha zieleni nieurządzonej. Zaplecze wypoczynku i rekreacji oprócz skwerów, terenu przy ul. Szarych Szeregów i parku leśnego przy ul. Szpitalnej uzupełnia Puszcza Bydgoska na południu, zadrzewiona skarpa w części północnej oraz tereny nadbrzeżne Brdy.
Rozwój terenów zieleni zawarty w planach urbanistycznych Bydgoszczy zmierza do powołania dwóch parków osiedlowych. Rolę tę dla części północnej spełnia teren zieleni urządzonej przy ul. Przodowników Pracy i Szarych Szeregów, zaś dla części południowej istniejący park leśny oraz sąsiadujący teren rekreacji osiedlowej, m.in. z największą w mieście (pomijając Myślęcinek i Zbocze Fordońskie) górą saneczkową. Duży potencjał rekreacyjny prezentuje nabrzeże Brdy, docelowo przeznaczone pod bulwar nadrzeczny wraz ze strefą aktywności sportowej.

## Historia

### Okres staropolski
Nazwa „Kapuściska” pojawiła się po raz pierwszy w źródłach pisanych w 1435 roku. Była to wówczas osada podmiejska zamieszkała przez kilka rodzin, które miały obowiązek opłacać podatki pieniężne oraz w naturze. Osadę wspomniano również w opisach starostwa bydgoskiego z drugiej połowy XVII wieku. Było tu wówczas 2 gospodarzy na 80 morgach. W 1660 r. Kapuściska Wielkie otrzymały kontrakt olęderski z rąk starosty bydgoskiego. Mieszkało tu pięć rodzin osadników olęderskich w osadzie nad Brdą. Po wojnie północnej w 1712 r. zapisano, że wieś „funditus zrujnowana i chałup nie masz i żadnego mieszkańca”. W 1721 r. Stanisław Poniatowski (ojciec późniejszego króla Stanisława Augusta Poniatowskiego), posesor wójtostwa bydgoskiego, nadał na okres 50 lat grunta puste Kapuściska i grunt Winterowski Lewandowiczom. W 1744 r. były już dwie wsie o nazwie Kapuściska po obu stronach Brdy – „od Sierska” (Kapuściska Wielkie) i ” na drugiej stronie rzeki” (Kapuściska Małe). W pierwszej z przywileju królewskiego osiadł Ernest de Grellen Prell, a w drugiej było trzech gospodarzy. W 1753 r. posesorem Kapuścisk Wielkich był konsyliarz królewski Prell, a Kapuścisk Małych – kapitan Linkelman. W inwentarzu starostwa bydgoskiego z 1766 roku określono granice wsi Kapuściska Wielkie: „od rzeki Brda wzdłuż aż do Gór Leśnych przez drogi sierskie ku miastu Bydgoszczy, a wszerz od granic sierskich aż do Zimny-wody ku tejże samej rzece Brda”.
Historia terenów, na którym istnieje osiedle Kapuściska związane jest również z folwarkami miejskimi i osadami zlokalizowanymi na pograniczu obszaru obecnej jednostki urbanistycznej. Są to Małe Bartodzieje oraz Smug. Bartodzieje Małe położone były wzdłuż dolnego odcinka obecnej ul. Bełzy, zaś Smug w rejonie obecnego skrzyżowania ul. Szpitalnej i Glinki. Małe Bartodzieje otrzymały w 1724 r. kontrakt olęderski od wójta bydgoskiego. W połowie XVIII wieku mieszkało tu 5 gospodarzy i owczarz, opłacający czynsz na rzecz wójtostwa. Folwark posiadał 7 włók. Z kolei w 1730 r. odnotowano „zarośl” Biały Smug wydzierżawiony przez burmistrza i bydgoską radę miejską. Osada ta wkrótce została opuszczona, a w 1773 r. odnotowano ją jako pustkowie należące do starostwa bydgoskiego. W początku XIX wieku połączono ją z osadą Mudziały położoną przy obecnej ul. Dąbrowa w Puszczy Bydgoskiej. Zanikłą osadę porósł las, a w drugiej połowie XIX w. leśnictwo Smug wchodziło w skład gminy Bartodzieje Małe.

### Okres zaboru
Po I rozbiorze Polski władze zaborcze oddały dawne folwarki miejskie, m.in. Kapuściska, Zimne Wody i Małe Bartodzieje w dzierżawę osobom prywatnym. W XIX wieku majątki te stopniowo parcelowano i na wydzielonych działkach osadzano rodziny sprowadzane przeważnie z Niemiec.
Z mapy okolic Bydgoszczy Friedricha von Schröttera z 1798-1802 wynika, że folwark Kapuściska Wielkie znajdował się przy zachodnim ramieniu zakola Brdy przy ul. Spornej, natomiast Kapuściska Małe – nad północnym brzegiem Brdy w rejonie obecnego kartodromu. Teren powyżej skarpy południowej porastał w większości las.
Spis miejscowości rejencji bydgoskiej z 1833 r. podaje, że we wsi i folwarku Kapuściska Wielkie (niem. Gross Kapuscisko) mieszkało 110 osób (94 ewangelików, 16 katolików) w 16 domach.
Według opisu Jana Nepomucena Bobrowicza z 1846 r. wieś Kapuściska Wielkie należała do rządowej domeny bydgoskiej. Kolejny spis z 1860 r. podaje, że w majątku Kapuściska Wielkie mieszkało 151 osób (140 ewangelików, 11 katolików) w 15 domach. Właścicielem był niejaki Bullrich. Najbliższa szkoła elementarna znajdowała się w Bartodziejach Małych. Miejscowość należała do parafii katolickiej i ewangelickiej w Bydgoszczy.
Z mapy okolic Bydgoszczy z 1854 roku wynika, że na terenie obecnych Kapuścisk znajdowały się pola uprawne i nieużytki oparte od południa o ścianę Lasów Królewskich (Puszczy Bydgoskiej). W lesie godny odnotowana był wąwóz na Kapuściskach zwany „wilczym kanionem” (niem. Wolfsschlucht). Wśród pól na krawędzi Zbocza Bydgoskiego znajdowała się rozproszona zabudowa „kolonii Kapuściska”, a wzdłuż Brdy – „kolonia Zimne Wody”. Głównymi ciągami komunikacyjnymi były: na północy ul. Toruńska, a na zachodzie obecna ul. Bełzy będąca drogą wylotową z miasta w kierunku Gniewkowa. Z mapy „Pharus plan Bromberg” z 1908 roku wynika, że nastąpiło wyodrębnienie kolejnych nazw. „Kapuściska Wielkie” to dolny taras w rejonie dawnego folwarku nad Brdą, „Schönhagen” – osada na wschód od wilczego kanionu na krawędzi Zbocza Bydgoskiego, natomiast „Hohenholm” – osada na północnym brzegu Brdy (Kapuściska Małe).
W 1901 r. na terenie Małych Bartodziei powstała gmina ewangelicko-unijna, dla której w latach 1904–1906 z funduszy rządu pruskiego wzniesiono przy ul. Toruńskiej neogotycką świątynię. Przy kościele powstał cmentarz. Nieopodal świątyni przy ul. Bełzy 9 wzniesiono w 1906 roku ochronkę dla dzieci. Obecnie jest to dom mieszkalny, w 1996 r. wpisany do rejestru zabytków województwa kujawsko-pomorskiego.
Granice Kapuścisk Wielkich opierały się na zachodzie o ulice Władysława Bełzy i Szpitalną, na wschodzie o kolej „francuską”, na północy o Brdę, a na południu o ul. Chemiczną. W Kapuściskach Wielkich w 1910 r. było 85 budynków i 1358 mieszkańców, w tym 125 posługiwało się językiem polskim, a 1218 – niemieckim. Natomiast w Kapuściskach Małych w 1910 r. było 55 budynków i 576 mieszkańców, w tym 110 posługiwało się językiem polskim, a 466 – niemieckim.

### Okres międzywojenny
Po przejściu Bydgoszczy w granice odrodzonej Polski, 1 kwietnia 1920 roku trzy gminy mające „Kapuściska” w nazwie wcielono do terytorium administracyjnego Bydgoszczy: Kapuściska Małe o powierzchni 285,78 ha, Kapuściska Dolne (Siernieczek) o powierzchni 308,60 ha i Kapuściska Wielkie (Zimne Wody) o powierzchni 535,52 ha. Nazwy te figurowały na planach miasta z okresu międzywojennego. Nazewnictwo w obrębie osiedla obejmowało wówczas m.in. ulice: Władysława Bełzy, Częstochowską, Sandomierską, Solną, Smętną, Spokojną.
W „Orędowniku Urzędowym Miasta Bydgoszczy” z 9 maja 1925 r. podano, że na Kapuściskach stało wówczas kilka domów jednorodzinnych wraz z zabudowaniami. W następnych 14 latach przybyło kilkanaście dalszych domów, a zamieszkujących tu dotychczas w większości Niemców zastępowali osiedlający się tu Polacy.

### II wojna światowa
W okresie II wojny światowej (1940-45) niemieckie władze okupacyjne wybudowały w Puszczy Bydgoskiej na wschodnim skraju Kapuścisk i w Łęgnowie rękami Służby Pracy Rzeszy, pracowników przymusowych i jeńców wojennych ogromną fabrykę (23 km²) materiałów wybuchowych DAG Fabrik Bromberg. Oprócz obiektów produkcyjnych i magazynowych zamaskowanych w lesie, zbudowano kilkadziesiąt kilometrów bocznic kolejowych i dróg betonowych, bądź wykładanych kostką granitową, w tym ul. Nowotoruńską, Łegnowską, Hutniczą, Chemiczną. Przy ul. Klinicznej Niemcy wybudowali pięć domów dla kadry inżynierskiej i kierowniczej (podobne znajdują się przy ul. Świetlicowej w Łegnowie). Osiedle zaprojektował architekt Carl Staud z Düsseldorfu. Plany gotowe były w listopadzie 1941, jednak z powodu nieporozumień między władzami miejskimi a D.A.G. budowę rozpoczęto dopiero na początku 1944. Budynki zaprojektowano na planie prostokąta z dwuspadzistym dachem krytym dachówką oraz piwnicą, pełniącą funkcję schronu przeciwlotniczego. Z powodu zbliżania się frontu osiedle nie zostało ukończone; z 8 planowanych budynków powstało tylko 5 (nie zdążono postawić trzech bliźniaków), nie zbudowano też m.in. drogi, chodników oraz 10 wolnostojących garaży. Do dziś zachowały się dwa budynki mieszkalne dla kadry kierowniczej oraz 3 z 4 budynków zaplanowanych dla inżynierów.

### Okres powojenny
Po wojnie istniejące zakłady ogołocone z wyposażenia przez Armię Czerwoną wykorzystano pod budowę Państwowej Wytwórni Prochu, od 1953 r. Zakładów Chemicznych Zachem. Były to zakłady strategiczne dla obronności państwa, w związku z tym zgodnie ówczesnymi standardami socrealizmu powzięto decyzję o budowie dużego osiedla pracowniczego, wyposażonego we wszystko, co było niezbędne ludziom do życia: mieszkania, szkoły, sklepy, kioski, domy kultury, obiekty sportowe, biblioteki, przychodnie lekarskie. Inwestycja wpisana w Plan sześcioletni (1950-1956) objęła oprócz rozbudowy istniejącego już od 1940 r. osiedla Awaryjnego w Łęgnowie, także budowę od podstaw nowego osiedla na Kapuściskach w pobliżu bramy nr 2 Zakładów Chemicznych. Jeszcze przed budową osiedla, w 1948 r. oddano do dyspozycji pracowników lokale mieszkaniowe przy ulicy Glinki w barakach, które zamieszkiwali w latach 1939–1945 polscy pracownicy fabryki DAG. Inwestycją zarządzała Dyrekcja Budowy Osiedli Robotniczych, Oddział w Bydgoszczy, zaś projekt powstał w poznańskim Miastoprojekcie. Ulice wewnątrz kwartałów zabudowy nazywano od profesji pracujących tu brygad: Architektów, Betoniarzy, Dekarzy, Murarzy, Monterów, Techników, Ciesielska, Stolarska itp.
Nowe osiedle mieszkaniowe zlokalizowano na wolnym terenie (44 ha) na wschód od jaru, którym poprowadzono al. Planu Sześcioletniego (ob. al. Prezydenta Lecha Kaczyńskiego). Zaprojektowano wolnostojące budynki wielorodzinne rozmieszczone wzdłuż granic poszczególnych kwartałów, w ich wnętrzu lokując ustawione prostopadle kolejne budynki. Osią założenia, podobnie jak ul. 11 Listopada na osiedlu Leśnym, została dwujezdniowa ulica Stanisława Noakowskiego, na końcu której ulokowano budynek Szkoły Chemicznej. Teren wymagał budowy kompletnego uzbrojenia od podstaw, przy czym w instalacje gazownicze osiedle wyposażono dopiero po 15 latach istnienia. Bloki na tzw. Starych Kapuściskach, zaczęto budować w 1951 roku, a pierwsi lokatorzy wprowadzili się w marcu 1952 roku. Wznoszono je według tradycyjnej technologii, z cegły, o stropach z belek prefabrykowanych i tzw. pustaków, a metraże pomieszczeń i kubatura mieszkań były większe, niż w budownictwie mieszkaniowym lat 60. W większości budynków powstały schrony przeciwlotnicze dla mieszkańców wyposażone w toalety, urządzenia do filtrowania powietrza, gazoszczelne drzwi oraz wyjścia ewakuacyjne. Wybudowano także sześć hoteli robotniczych ze wspólnymi kuchniami, łazienkami, pralniami, suszarniami oraz świetlicami. Powstały również dwie kotłownie, służące zaopatrywaniu osiedla w ciepłą wodę. Osiedle Kapuściska budowane było przez kilka firm z całej Polski: Bydgoskie Zjednoczenie Przemysłu Budowlanego, Montochem, Mostostal oraz Elektromontaż. Ogółem na Kapuściskach w latach 1951–1955 oddano do użytku 3 tysiące mieszkań dla 11 tysięcy osób. Budynki te jednak jeszcze w 1961 roku nie były otynkowane, a wokół bloków brakowało zieleni.
Na osiedlu powstały także zakładowe obiekty usługowe: stołówka, sklepy spożywcze, mięsne i odzieżowe, zakład szewski, krawiecki, fryzjerski, kioski z gazetami. Opiekę medyczną zapewniała przychodnia lekarska, która początkowo mieściła się na parterze hotelu robotniczego przy ulicy Techników 6. Wzdłuż ulicy Chemicznej na obszarze ok. 17 ha wydzielono i wybudowano kilkaset przyzakładowych ogródków działkowych ze świetlicą oraz dwoma mini-basenami otwartymi dla dzieci. W 1961 r. wybudowano na terenie działek kino „Milenium” na 300 miejsc oraz bibliotekę z czytelnią. Kolejne kino o nazwie „Młodość” powstało przy ul. Kamila Baczyńskiego. Przy ulicy Noakowskiego działała restauracja „Nowoczesna”, w której urządzano potańcówki, przy ulicy Stolarskiej – biblioteka, zaś przy al. Planu Sześcioletniego – największe na osiedlu delikatesy. Wszystkie te obiekty zarządzane były przez Zakłady Chemiczne.
W latach 50. na starych Kapuściskach otwarto również szereg obiektów edukacyjnych: żłobek, przedszkole oraz szkoły: podstawową i średnią. Pod koniec 1952 roku powstała przy ulicy Łukasiewicza 3 Zasadnicza Szkoła Chemiczna, Technikum Chemiczne, a w 1956 r. internat. Absolwenci szkoły byli werbowani do pracy w Zachemie. Szkoła podstawowa mieściła się początkowo (1953) w budynku hotelu robotniczego, a w 1954 roku przeniesiono ją do nowego gmachu przy ulicy Baczyńskiego (obecnie szkoła nr 28). W 1955 roku otwarto Liceum Ogólnokształcące w gmachu przy ul. Baczyńskiego, przeniesione w 1964 r. na osiedle Łuczniczka, a od 1974 r. we własnym gmachu przy ul. Szarych Szeregów 4a. Wszystkie obiekty szkolne powstały według typowych projektów w technologii tradycyjnej, z czterospadowym dachem z dachówki ceramicznej.
W latach 1952–1953 oddano do użytku nową linię tramwajową „Brda” łączącą Stare Miasto z Kapuściskami i Łęgnowem. Inwestycja wpisana w Plan sześcioletni została zrealizowana dla wschodniej rozwijającej się dzielnicy przemysłowej miasta, zwłaszcza dla pracowników Zakładów Chemicznych. Tory ułożono od pętli w rejonie Babiej Wsi wzdłuż ulicy Toruńskiej do ul. Hutniczej, gdzie trasa wspinała się na Zbocze Bydgoskie do bramy nr 1 Zakładów Chemicznych. Przy ulicy Perłowej linia odgałęziała się wzdłuż ulicy Bełzy, docelowo do bramy nr 2 Zakładów Chemicznych oraz wzdłuż ul. Szpitalnej do ul. Glinki. Istniejący przy ul. Perłowej podjazd tramwajowy (4,8%) jest jednym z najbardziej stromych w Polsce. Duże nachylenie stoku było w późniejszych latach przyczyną dwóch katastrof tramwajowych, obie nastąpiły podczas zjazdów. W latach 1968–1970 prowadzono także budowę mostu Pomorskiego wraz z rondami: Fordońskim i Toruńskim. W czerwcu 1968 r. oddano do użytku torowisko u zbiegu ulic: Toruńskiej, Bełzy, Szerokiej i Ujejskiego.
W latach 1958–1962 przy ul. Toruńskiej wzniesiono osiedle domków jednorodzinnych „Łuczniczka”. Inwestycja ta powstała na fali ułatwień, jakie po przełomie październikowym 1956 udostępniono dla spółdzielczego budownictwa indywidualnego.
Nowy plan ogólny zagospodarowania przestrzennego Bydgoszczy z 1964 r. wytyczał jako dalsze tereny intensywnej zabudowy mieszkaniowej głównie taras południowy miasta, a więc kontynuację Kapuścisk, Wyżyny, Wzgórze Wolności, Szwederowo oraz rejon osiedla Bartodzieje. Przygotowanie tych terenów wiązało się z dużym wysiłkiem inwestycyjnym w zakresie uzbrojenia w sieci wodociągowe, kanalizację, ciepłociągi, gazociągi, rozbudową ujęcia wody oraz budową nowego centralnego źródła ciepła jakim była elektrociepłownia Bydgoszcz II. Od 1966 r. skoncentrowano tu nakłady i potencjał wykonawczy w zakresie uzbrojenia tych terenów pod budownictwo mieszkaniowe. W końcu lat 60. rozpoczęto budowę fabryki domów o zdolności produkcyjnej 13 tys. izb mieszkalnych rocznie. Fabryka ruszyła w roku 1972 i dostarczała prefabrykatów do budowy bloków.
W latach 60. oddano do użytku kilka szkół na Kapuściskach. W czerwcu 1964 r. gotowy był budynek (użytkowany przez szkołę podstawową nr 57 oraz V Liceum Ogólnokształcące) przy ul. Zacisze 16 (ob. nr 26) na osiedlu Łuczniczka. Otwarcia dokonał Teodor Joniec – ówczesny sekretarz KM PZPR. Szkołę wzniesiono według projektu typowego, zaś patronem ustanowiono Leona Kruczkowskiego. Placówka należała do 11 oddanych w Bydgoszczy tzw. szkół tysiąclecia, budowanych na obchody Tysiąclecia Państwa Polskiego. W tym samym roku ukończono budowę szkoły podstawowej przy ul. Kombatantów 2 (Kapuściska III, ob. nr 46), a w 1970 r. – szkoły podstawowej przy ul. Bohaterów Westerplatte 2 (Kapuściska II, ob. Zespół Szkół nr 36). W 1963 r. oddano do użytku Szkołę Podstawową nr 46 ul. Bełzy 82, zaś w 1964 r. – Szkołę Podstawową nr 49 przy ul. Baczyńskiego 5. Wśród szkół średnich w 1963 r. wzniesiono przy ul. Filmowej Zasadniczą Szkołę Budowlaną Przedsiębiorstwa Budownictwa Rolniczego, w 1966 roku Zespół Szkół Zawodowych Zakładów Chemicznych na terenie Zachemu (budynek rozebrany w 2014 r. na terenie Bydgoskiego Parku Przemysłowo-Technologicznego), a w 1970 r. – Zespół Szkół Spożywczych i Rolniczych przy ul. Toruńskiej 174.
W latach 60. przystąpiono do generalnego tynkowania budynków na Starych Kapuściskach, wprowadzenia oświetlenia w głównych ciągach ulicznych Łukasiewicza, Noakowskiego i Planu Sześcioletniego. W latach 70. do budynków wcześniej postawionych wprowadzono gaz i centralne ogrzewanie z elektrociepłowni EC II. Poprzez pawilony handlowe w ramach nowych zespołów osiedle wzbogaciło się o szerszą gamę sklepów i punktów usługowych. W czynie społecznym zbudowano Młodzieżowy Dom Kultury.
W 1958 r. z inicjatywy Zakładów Chemicznych powołano Robotniczą Spółdzielnię Mieszkaniową „Jedność”, która przejęła obowiązki związane z budową i eksploatacją mieszkań dla pracowników. Miała ona swój udział w planowaniu i wykonawstwie dalszej zabudowy Kapuścisk. W 1968 r. rozpoczęto budowę nowej dzielnicy mieszkaniowej, tzw. Nowych Kapuścisk rozplanowanej na pięć etapów, w której do 1980 r. miało zamieszkać 20 tys. ludzi. Nowe Kapuściska podobnie jak wszystkie bydgoskie osiedla mieszkaniowe tego okresu zaprojektowano w „Miastoprojekcie Bydgoszcz” (gen. proj. arch. Krystyna Jureko). Od strony północnej wzdłuż skarpy zlokalizowano wieżowce, zaś w głębi osiedla stawiano bloki 5-kondygnacyjne. Budynki wznoszono w technologii przemysłowej z płyt żelbetowych produkowanych w tzw. fabryce domów – Bydgoskim Kombinacie Budowlanym „Wschód”. Do roku 1976 znaczny udział w realizacji inwestycji mieszkaniowych posiadało Bydgoskie Przedsiębiorstwo Budownictwa Miejskiego, które realizowało m.in. część Kapuścisk.
Etapy budowy Nowych Kapuścisk przedstawiały się następująco:
- osiedle „Chemik” i Kapuściska II (1968-1974) – 41 budynków, 2861 tys. mieszkań, 11,5 tys. osób, między ul. Bełzy, a Planu 6-letniego
- Kapuściska III (1975-1976) – 24 budynki, 1,45 tys. mieszkań, 5,1 tys. osób, na południe od al. Wojska Polskiego
- Kapuściska IV (1971-1977) – 7 budynków, 351 mieszkań, 1,3 tys. osób
- Kapuściska V (1977-1978) – 11 budynków, 560 mieszkań, 2 tys. osób, przy ul. Sandomierskiej

Do 1974 r. zrealizowano domy pięciokondygnacyjne i wieżowce przy ulicy Szarych Szeregów aż do Planu 6-letniego i Wojska Polskiego. Rok później przystąpiono do stawiania domów przy południowej stronie ulicy Wojska Polskiego. Jako ostatnie wzniesiono bloki przy ul. Sandomierskiej, gdzie zastosowano ozdobne balkony, przełamujące schematyczność zabudowy wielkopłytowej.
W latach 70. trwała budowa trasy średnicowej Górnego Tarasu Bydgoszczy od Zachemu do Błonia. Powstała dwupasmowa aleja Wojska Polskiego z torowiskiem pośrodku. W sierpniu 1973 r. dobudowano drugi tor linii tramwajowej wzdłuż ul. Szpitalnej oraz pętlę końcową przy ul. Glinki. Z kolei w lipcu 1976 r. ukończono przebudowę linii tramwajowej na odcinku ul. Szarych Szeregów – Zakłady Chemiczne. Zlikwidowano wówczas mijankę przy ul. Łukaszewicza, dobudowano drugi tor oraz pętlę przy ul. Chemicznej.
W 1977 r. władze miejskie uchwaliły „Program Rozwoju Urządzeń Komunalnych w mieście Bydgoszczy do 1990 r.”, w którym przewidywano etapowe przejście trakcji tramwajowej z toru wąskiego na normalny. Trasa na górnym tarasie miasta miała posiadać szeroki rozstaw torów, powszechny w Polsce. W związku z tym w 1978 roku rozpoczęto budowę szerokotorowej linii tramwajowej wzdłuż al. Wojska Polskiego od ul. Magnuszewskiej do ul. Kujawskiej. W 1981 r. opracowano także projekt przebudowy istniejącej linii na szerokotorową na Kapuściskach od Zachemu do ul. Magnuszewskiej. Kryzys gospodarczy po wydarzeniach sierpniowych 1980 uświadomił jednak, że zmiana torów w całym mieście była niewykonalna, z końcem 1981 r. powrócono więc do koncepcji torów o prześwicie 1000 mm. W tej sytuacji zrezygnowano z przebudowy torowiska na al. Wojska Polskiego.
Pod koniec lat 70. na Kapuściskach mieszkało ponad 30 tys. osób. Wśród placówek kulturalnych wyróżniał się Młodzieżowy Dom Kultury nr 1, a ofertę uzupełniały: 3 świetlice samorządowe (ul. Szarych Szeregów 7, Bohaterów Westerplatte 5 i Kapuściska 2), 4 świetlice TPD, Klub „Odnowa”, harcówka (ul. Szarych Szeregów 4), świetlica dziecięco-młodzieżowa przy ul. Spokojnej, modelarnia lotnicza (ul. Szarych Szeregów 8), Klub PTTK (ul. Generalska 6), Klub TKKF (ul. Baczyńskiego 15), pracownia fotograficzna i wypożyczalnia sprzętu sportowo-turystycznego. Zlikwidowano natomiast dwa działające dotychczas kina. Obiekty sportowe i rekreacyjne na osiedlu znajdowały się przy szkołach, urządzono również tor saneczkowo-narciarski z oświetleniem przy ul. Nowotoruńskiej, a później na Kapuściskach III na zapleczu parku leśnego przy ul. Szpitalnej.
Pod koniec lat 80. rozpoczęto budowę wielofunkcyjnego ośrodka handlowo-usługowo-bankowego u zbiegu ul. Wojska Polskiego, Szpitalnej i Szarych Szeregów, służącego zarówno mieszkańcom Kapuścisk, jak i Wyżyn.
W 2001 r. rozbudowano ul. Toruńską do dwóch jezdni oraz zbudowano most Kazimierza Wielkiego łączący Kapuściska z Bartodziejami. Przy ul. Toruńskiej wzniesiono hipermarket Tesco, a kilka lat później w kwartale między ul. Toruńską, Cienistą, Spokojną i Bełzy wzniesiono „osiedle Sześciu Planet”, gdzie poszczególne budynki wielorodzinne noszą nazwę planet Układu Słonecznego.
W 2012 roku zaprzestały działalności Zakłady Chemiczne Zachem, które w latach 50. były kluczowym podmiotem dla urbanizacji osiedla Kapuściska i Łęgnowo. Spuścizną po tych największych bydgoskich zakładach zbrojeniowych są m.in. osiedla mieszkaniowe, wiele obiektów użyteczności publicznej i linie tramwajowe. Ogółem w latach 1951–1978 na Kapuściskach wzniesiono 8,2 tys. mieszkań dla ok. 30 tys. osób.

## Podział osiedla
Zabudowa Kapuścisk podzielona jest na trzy główne obszary, których numeracja oznacza kolejność powstawania.

### Kapuściska I tzw. Stare
Kapuściska I to najstarsza część osiedla, którego budowa rozpoczęła się w 1951, a zakończyła w 1960 r. Teren ograniczony jest ulicami: Wojska Polskiego, Prezydenta Lecha Kaczyńskiego i Baczyńskiego. Zabudowę stanowią 3-, 4- i pięciokondygnacyjne bloki, dawne hotele robotnicze oraz budynki użyteczności publicznej. W rejonie ul. Sandomierskiej i na wschód od ul. Baczyńskiego w latach 1977–1978 wznoszono tzw. Kapuściska V, gdzie zaplanowano budowę ok. 560 mieszkań oraz zabudowy usługowo-handlowej, przedszkola oraz przychodni lekarskiej. Powstał tu także kościół parafialny pw. Opatrzności Bożej.
Ulice:
- Krzysztofa Kamila Baczyńskiego (dawniej Janka Krasickiego)
- Kapuściska
- Ciesielska
- Dekarzy
- Ignacego Łukasiewicza
- Monterów
- Stolarska
- Betoniarzy
- Techników
- Murarzy
- Architektów
- Stanisława Noakowskiego
- Sandomierska
- Chemiczna
- Zachemowska
- Laboratoryjna

Aleje:
- Wojska Polskiego (numery 29-37)
- Prezydenta Lecha Kaczyńskiego (nieparzyste od 27 do końca) (dawniej Planu Sześcioletniego)

### Kapuściska II
Kapuściska II – zabudowę tego osiedla stanowią główne pięcio- i jedenastokondygnacyjne bloki, zbudowane w latach 1970–1974. Powstały według projektu arch. Krystyny Jureko, między Zboczem Bydgoskim, al. Wojska Polskiego, Władysława Bełzy i al. Prezydenta Lecha Kaczyńskiego. Znajduje się tu 35 budynków wielorodzinnych, z tego 13 wieżowców 11-kondygnacyjnych.
Ulice:
- Szarych Szeregów
- Bohaterów Westerplatte
- Bernarda Śliwińskiego (dawniej Przodowników Pracy)
- Walecznych
- Kazimierza Wielkiego

Aleja:
- Prezydenta Lecha Kaczyńskiego (parzyste) (dawniej Planu Sześcioletniego)

### Kapuściska III
Kapuściska III – tu budowa rozpoczęła się w 1974 i zakończyła w 1979 roku. Powstało w sumie 24 bloków, wszystkie mają po pięć kondygnacji i złożone są z prefabrykatów z Bydgoskiego Kombinatu Budowlanego „Wschód”. Osiedle położone jest na południe od ul. Wojska Polskiego, między ul. Szpitalną, a ul. Hubala-Dobrzańskiego.
Ulice:
- 15 Dywizji Piechoty Wielkopolskiej
- 62 Pułku Piechoty Wielkopolskiej
- Bydgoskiego Batalionu Obrony Narodowej
- Szpitalna
- Zdrowotna
- Kombatantów
- Generalska
- Majora Henryka Hubala-Dobrzańskiego
- Wybieg
- Kliniczna
- ks. Prałata Romualda Biniaka

Aleja:
- Wojska Polskiego (numery parzyste od 22 do końca)

### Osiedle Łuczniczka
Osiedle Łuczniczka to kompleks zabudowy jednorodzinnej przy ul. Toruńskiej powstały w latach 1958–1961. W latach 1965–1972 wzniesiono na zachód od ul. Spokojnej kompleks kilku bloków mieszkalnych wielorodzinnych (w tym jeden 11-kondygnacyjny) planowany na ok. 1,5 tys. osób. Po 2000 r. w kwartale między ul. Toruńską, Cienistą, Spokojną i Bełzy wzniesiono osiedle Sześciu Planet.
Ulice:
- Toruńska
- Perłowa
- Wesoła
- Koralowa
- Łuczniczki
- Zacisze
- Miła
- Nowotoruńska
- Spokojna
- Filmowa
- Władysława Bełzy (nieparzyste)
- Filmowa
- Nastrojowa
- Smętna
- Radosna
- Cienista
- Częstochowska

## Edukacja
- Collegium Medicum im. Ludwika Rydygiera w Bydgoszczy Uniwersytet Mikołaja Kopernika w Toruniu
- Zespół Szkół Chemicznych
  - Technik analityk
  - Technik ochrony środowiska
  - Technik obsługi turystycznej
  - Technik fotografii i multimediów
  - Technikum Poligraficzne
    - Technik procesów drukowania
    - Technik grafiki i poligrafii cyfr.

  - Branżowa szkoła I stopnia
  - Kwalifikacyjne kursy zawodowe
- V Liceum Ogólnokształcące
- Zespół Szkół Spożywczych
- Zespół Szkół Centrum Kształcenia Rolniczego
  - Technikum Architektury Krajobrazu
  - Technikum Ogrodnicze
  - Technikum Weterynarii
  - Technikum Hodowca Koni
- Zespół Szkół nr 34
  - Szkoła Podstawowa nr 26
  - Przedszkole nr 46
- Zespół Szkolno – Przedszkolny nr 3
  - Szkoła Podstawowa nr 57
  - Przedszkole nr 9[36]
- Szkoła Podstawowa nr 28
- Przedszkole nr 18
- Prywatne Szkoły "Przyszłość"

## Zdrowie i pomoc społeczna
- Wielospecjalistyczny Szpital Miejski im. Emila Warmińskiego w Bydgoszczy
- Szpital Świętego Łukasza w Bydgoszczy
- Bydgoskie Centrum Diabetologii i Endokrynologii
- Wielospecjalistyczny Ośrodek Zdrowia „Gryf-Med
- Pogotowie ratunkowe – podstacja „Zachem”
- Przychodnia Rejonowa „Kapuściska”
- NZOZ „Rodzina"
- Bydgoski Ośrodek Rehabilitacji, Terapii Uzależnień i Profilaktyki BORPA
- Ośrodek Pomocy Społecznej – Dział Pomocy Środowiskowej nr 6
- Dom Dziennego Pobytu "Kapuściska"
- Bydgoski Zespół Placówek Opiekuńczo Wychowawczych (dom małego dziecka)
- Caritas Diecezji Bydgoskiej przy ul. Cienistej

## Obiekty Sportowe
W 2024 r. na terenie osiedla znajdowały się następujące obiekty sportowe i rekreacyjne:
- boisko typu Orlik 2012 – ul. Baczyńskiego 1
- klub sportowy Centrum przy ul. Nowotoruńskiej 8 z hotelem dwoma kortami, siłownią i sauną
- place zabaw przy ul. Bohaterów Westerplatte 2, ul. Przodowników Pracy, ul. Bydgoskiego Batalionu Obrony Narodowej, ul Murarzy i Architektów)
- siłownie plenerowe przy ul. Murarzy, ul. Śliwińskiego, ul Bydgoskiego Batalionu Obrony Narodowej
- basen kryty Piąta fala przy V LO
  - inwestycja o wartości ponad 24 mln zł zrealizowana przez warszawski Mostostal na podstawie umowy z 12 września 2017, z planowanym pierwotnie terminem zakończenia do końca 2018 roku[37], wielokrotnie przesuwanym (kolejnymi zapowiadanymi terminami były koniec grudnia 2018, koniec stycznia, koniec lutego, przełom marca i kwietnia, koniec kwietnia, koniec czerwca, sierpień i październik 2019) m.in. z powodu problemów ze szczelnością niecki[38][39]. Obiekt uruchomiono ostatecznie 5 listopada 2019[40]. Hala basenu mieści: 6-torową nieckę o wymiarach 25 na 12,5 metra, basen rekreacyjny o pow. 142,3 m kw. ze sztuczną rzeką, zatoką sztucznej fali, masażem karku, gejzerem, masażem podwodnym i masażem perełkowym; dwa jacuzzi, brodzik dla dzieci o głębokości 30 cm z tzw. grzybkiem wodnym; 50-metrową zjeżdżalnię rurową zewnętrzną z wanną hamowną, dwustopniowe trybuny dla widzów na 105 miejsc i siedziska dla zawodników i trenerów (48 miejsc), szatnie, toalety i dwie sauny fińskie z natryskami schładzającymi; salę fitness, siłownię i przebieralnie[41].

## Drogi rowerowe
Osiedle posiada ścieżki rowerowe biegnące wzdłuż ul. Toruńskiej. Studium transportowe Bydgoszczy przewiduje rozbudowę dróg rowerowych m.in. wzdłuż al. Wojska Polskiego, Bełzy, Szpitalnej oraz nad Brdą. W 2021 na ul. Bełzy oddano do użytku kontrapas rowerowy, a w 2022 powstała droga rowerowa wzdłuż ul. Chemicznej (na odcinku od Wojska Polskiego do ks. Dachtery).

## Przemysł i usługi
- Bydgoski Park Przemysłowo-Technologiczny
- Elektrociepłownia EC2
- Ciech Pianki Sp. z o.o.[45] – wchodzące w skład Qemetica S.A.
- Nitro-Chem S.A
- Boruta-Zachem S.A
- Polivinyl S.A.[46]
- Polon Alfa S.A.
- Miejskie Wodociągi i Kanalizacja w Bydgoszczy
- Oczyszczalnia Ścieków „Kapuściska”
- Fabryka Tworzyw Sztucznych „FADO”
- Zakłady „Linde-Gaz”
- Coca Cola HBC Polska
- Bieranowski Autoryzowany Dealer Forda
- Auto-Reno-Lak
- stacja benzynowa Orlen

## Obiekty sakralne
- Kościół pw. Opatrzności Bożej
- Kościół pw. Św. Józefa

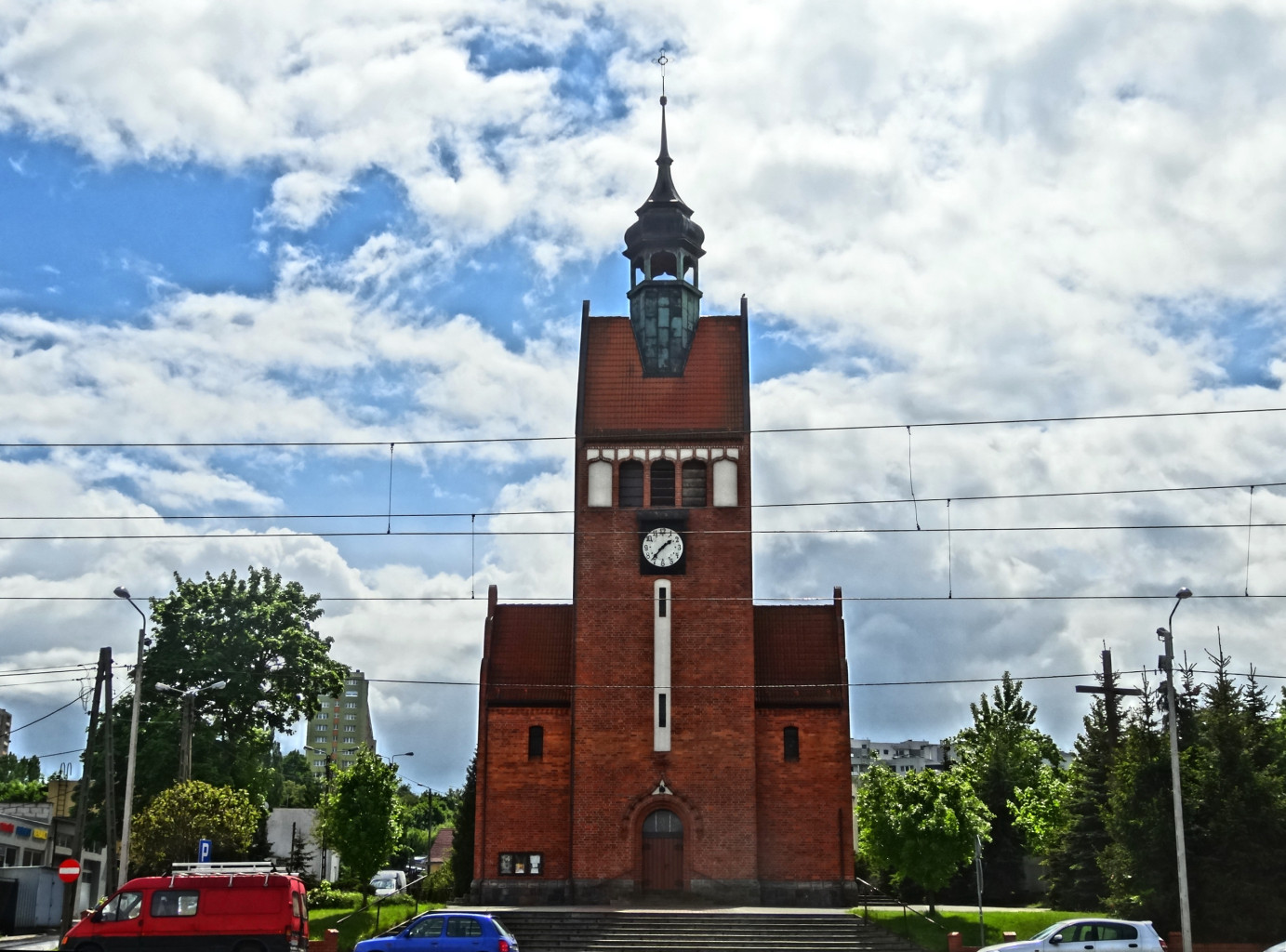
Kościół pw. św. Józefa

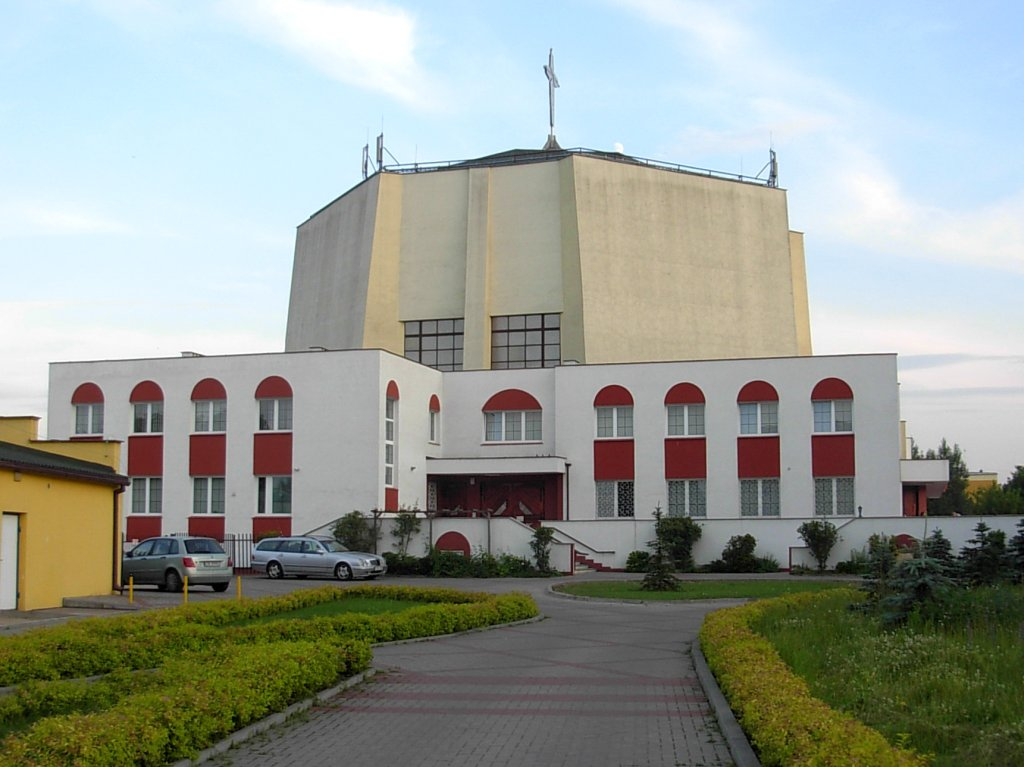
Kościół pw. Opatrzności Bożej

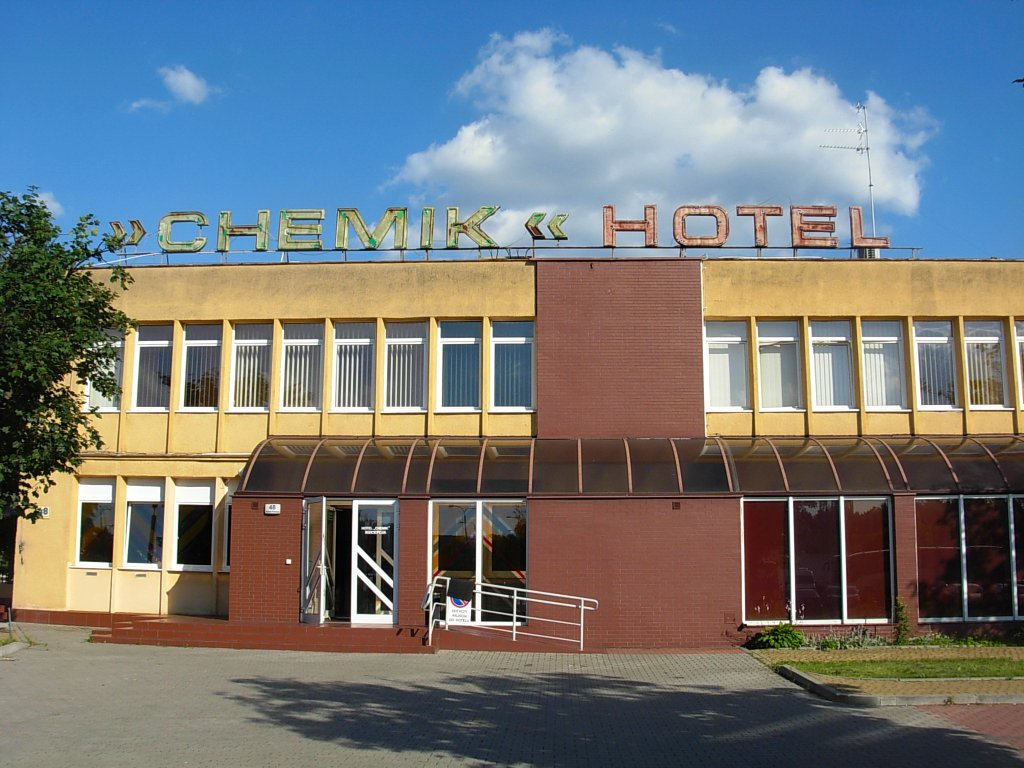
Hotel „Chemik”

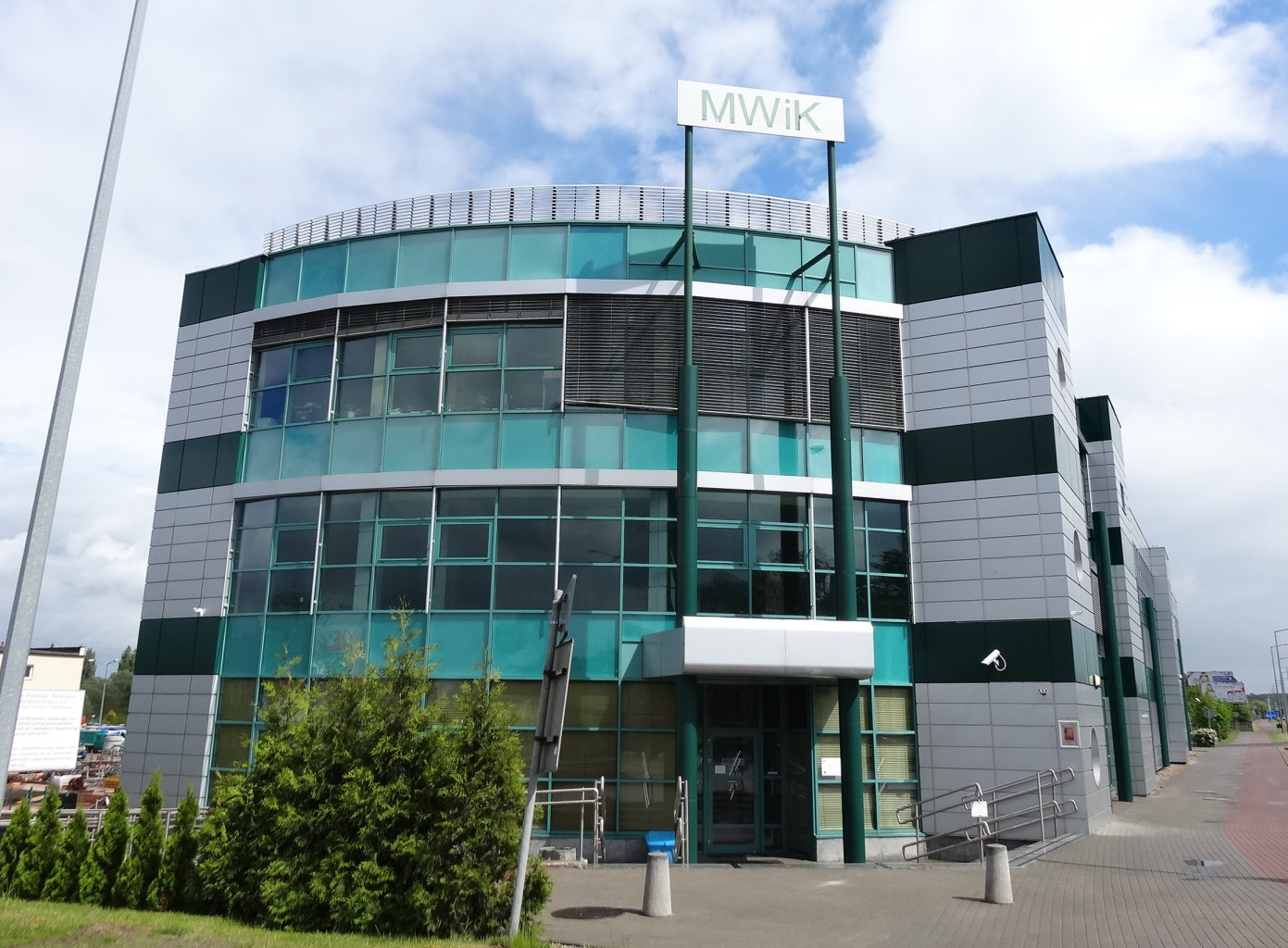
Biurowiec Miejskich Wodociągów i Kanalizacji przy ul. Toruńskiej

- Centrum Chrześcijańskie "Dobra Nowina"
- Cmentarz katolicki św. Józefa w Bydgoszczy

## Inne obiekty
- Wojewódzka i Miejska Biblioteka Publiczna
  - Filia nr 10 dla dorosłych
  - Filia nr 6 dla dzieci i młodzieży
- Młodzieżowy Dom Kultury nr 1 w Bydgoszczy
- ADM – Rejon Obsługi Mieszkańców nr 1
- Robotnicza Spółdzielnia Mieszkaniowa "Jedność"
- Dalsza Radiolatarnia do Lądowania
- Urzędy Pocztowe
  - Urząd Pocztowy nr 10
  - Urząd Pocztowy nr 45
- Hotele
  - Hotel „Centrum”
  - Hotel „Chemik”
  - Hotel „Amelia”
- Restauracje
  - Restauracja „Jagienka”
  - Restauracja „Tango”
  - Restauracja „Dziupla”
- Handel
  - Targowisko „Kapuściska”
  - Centrum Handlowo-Usługowe „Hermes”
  - Polskie Centrum Handlowe
  - Stokrotka
  - Biedronka
  - Lidl
  - Twój Market
  - Gigamarket Leroy Merlin

Nieistniejące
- DAG Fabrik Bromberg
- Zakłady Chemiczne Zachem S.A. – wchodzące w skład Grupy Chemicznej Ciech S.A.
- stocznia Lloyd Bydgoski (Bromberger Schleppschiffahrt A.G)
- Śluza rzeki Brdy „Kapuściska”
- Kawiarnia „Mimoza”
- Kino „Młodość”
- Restauracja „Nowoczesna” przy ul. Noakowskiego

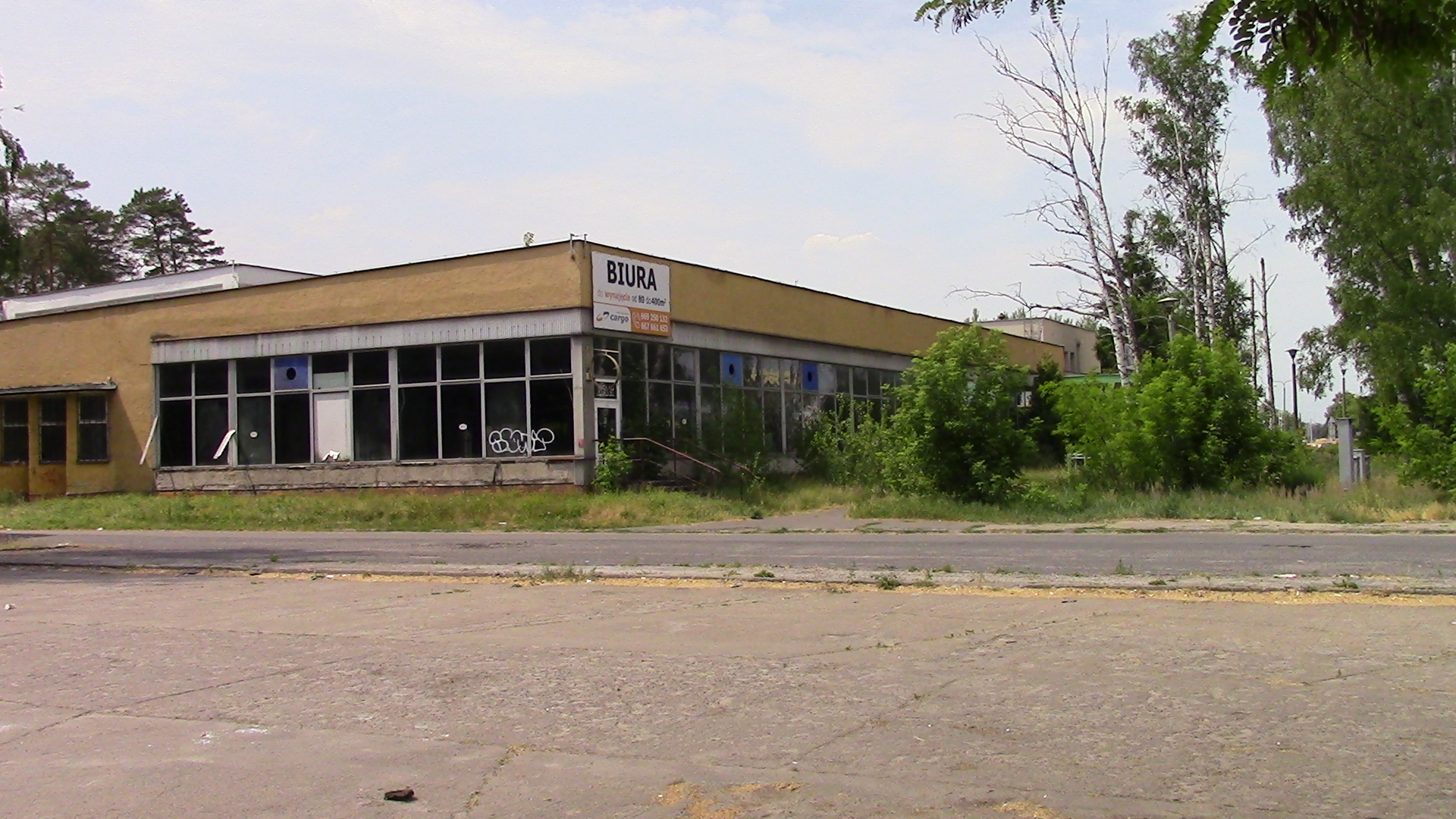
Dawny Bar Zachemu

- Sklep AGD „Domar-Bydgoszcz”

## Ciekawostki

### Szpital Miejski
W marcu 1953 r. Urząd Miejski w Bydgoszczy uzyskał zgodę i odpowiednie środki z budżetu państwa na budowę drugiego szpitala miejskiego. Budowę pierwszego przy ul. Jurasza rozpoczęto w latach 30. XX w., lecz wzrost demograficzny Bydgoszczy po II wojnie światowej wymusił rozwój infrastruktury opieki zdrowotnej. Ustalono, że nowy szpital powstanie przy budującym się osiedlu Kapuściska przy ul. Szpitalnej 19. Projekt opracował Miastoprojekt Poznań (inż. arch. Janina Czarnecka). Budowa trwała 6 lat a prowadziło ją Zjednoczenie Budownictwa Miejskiego z Bydgoszczy. Oficjalne otwarcie szpitala miało miejsce 30 grudnia 1959 roku. Powstał 250-łóżkowy Szpital Ogólny nr 2 im. dr Emila Warmińskiego z wejściem od ul. Solnej. Najpierw otwarto oddziały: chorób wewnętrznych, położniczy, ginekologiczny i noworodkowy. W styczniu 1960 r. powstały kolejne oddziały: chirurgiczny, gruźlicy dziecięcej, laryngologiczny. W 1992 r. przy szpitalu powstało Hospicjum przy parafii Świętych Polskich Braci Męczenników. Od 1994 roku organem zarządzającym szpitala jest Rada Miasta Bydgoszczy.

### Parafie na Kapuściskach
Na wschodnich rubieżach Kapuścisk od 1906 r. istnieje świątynia, do 1945 r. ewangelicko-unijna. Po wyjściu Niemców z Bydgoszczy w 1945 roku władze miejskie przekazały kościół do użytku katolikom. Poświęcona świątynia otrzymała wezwanie św. Józefa Rzemieślnika. Utworzenie parafii przy kościele nastąpiło 1 października 1946 r.. W latach 60. i 70. XX w. kościół zapewniał z konieczności obsługę duszpasterską dla mieszkańców budujących się nowych dużych osiedli Bydgoszczy: Wyżyn i Kapuścisk. W 1973 r. władze miejskie zgodziły się na budowę pierwszego po wojnie nowego kościoła w Bydgoszczy, który powstał w latach 1976–1982 przy ul. Szpitalnej i otrzymał za patronów Świętych Polskich Braci Męczenników. Erygowana 15 sierpnia 1976 roku przez prymasa Stefana Wyszyńskiego parafia obejmowała wiernych z części Kapuścisk i Wyżyn.
1 stycznia 1984 r. metropolita gnieźnieński i prymas Polski Józef Glemp erygował parafię pw. Opatrzności Bożej przy ul. Sandomierskiej, która objęła mieszkańców Kapuścisk I. Proboszczem parafii był równocześnie z parafią św. Polskich Braci Męczenników ks. Romuald Biniak. W 1987 r. wybudowano kaplicę tymczasową, a w latach 1992–2008 wzniesiono kościół parafialny.
W 2014 r. mieszkańcy Kapuścisk należeli do trzech parafii rzymskokatolickich. Stare Kapuściska to rejon parafii Opatrzności Bożej, Kapuściska II i III – parafii Świętych Polskich Braci Męczenników, a tereny dolnego tarasu należą do parafii św. Józefa Rzemieślnika.

### Stacja kolejowa Kapuściska
W okresie zaborów (1861-1918) stacja kolejowa Bydgoszcz Wschód nosiła nazwę Karlsdorf (niemiecka nazwa Kapuścisk). Następnie w okresie międzywojennym (1918-1935) funkcjonowała nazwa stacji Kapuściska Małe (Kapuścisko Małe), przemieniona następnie na Bydgoszcz Wschód.

## Rada Osiedla
Pod względem administracyjnym osiedle tworzy jednostkę pomocniczą samorządu Miasta Bydgoszczy. Rada Osiedla Kapuściska mieści się przy ul. Kapuściska 10.